# 2020年香港立法會選舉民主派初選
2020年香港立法會選舉民主派初選（英語：2020 Hong Kong pro-democracy primaries），是香港民主派就原定於2020年舉行之立法會選舉於2020年7月11至12日舉行，在地區直選以及功能界別中的區議會（第二）界別和衛生服務界所舉辦的初選。初選由民主動力協助籌辦，希望透過初選決定由誰人出選相關立法會選舉議席。該活動不具法律約束力。主要由香港市民掃碼后通過手機投票，也有部分站點提供紙質票，投票數達61萬人次。
是次初選獲民主派主要政黨如公民黨、人民力量、民主黨、社會民主連線，本土派地區政治組織如天水連線、屯門社區網絡，工會如醫管局員工陣線、立法會專業議政黨團所推派的擬候選人，以及部份無黨籍民主派、本土派人士或政治素人參與。然而，選舉受到了中國共產黨和香港政府的抨擊，聲稱初選違反《港區國安法》，隸屬中國共產黨中央委員會的官媒《人民日报》更等多次发表文章攻擊初選發起人之一戴耀廷。翌年香港警務處對初選發起人和參選人發動大搜捕，及後香港律政司以港區國安法中的「顛覆國家政權罪」起訴多人。

## 背景
自反對逃犯條例修訂草案運動爆發以來，民主派在2019年香港區議會選舉取得壓倒性勝利。民主派支持者希望民主派能乘著這股氣勢，在立法會選舉中取得同樣的大勝，獲得過半數席位（即超過35席，坊間俗稱「35+」）從而向特區政府施加更大壓力，迫使政府回應五大訴求。
2020年上旬，不少民主派及本土派人士已公開表示，有意出戰立法會地區直選及功能組別。當時，香港大學法律系副教授戴耀廷在回覆《蘋果日報》查詢時透露，民主派陣營暫未考慮就區一議席舉行初選，而且即使多人參選，議席落入建制派的機會亦不大，他更直言民主派在區議會（第一）功能界別「有絕對優勢」，相信選舉不會破壞團結。另外，香港中文大學政治與行政學系高級講師蔡子強認為，選舉期間難免會有互相攻擊、批評的畫面出現，擔心黨同伐異的情緒會擴散到不同界別，令部份民主派有機會獲勝的界別無法協調單一候選人，直接影響民主派立法會議席過半的戰略目標。因此，蔡建議藉由舉辦初選來解決分歧，並指民主派應就整場立法會選舉成立「初選委員會」，討論初選安排，透過初選讓選民選出候選人，增加選民的參與，他亦相信此舉符合選民的期望。
2020年3月，各大政黨已展開黨內程序，而各區有意參選人亦開始四出進行「摸底」探路。此時，戴耀廷和區諾軒一同倡議包含「公民參與」的協調機制，以減少出選名單為目標，又指期望促成「棄選」共識，以取得最多議席。3月10日，戴耀廷在《蘋果日報》撰文，提出兩階段協調及公民參與，最終目標是盡量让民主派參與9月選舉的名單數目，越接近該區的目標議席數目為佳。其後，戴耀廷和區諾軒開始走訪各區，以協調初選機制，最終在經過多個協調會後，初選機制逐漸成形。
2020年4月28日，戴耀廷在《蘋果日報》發表題為「真攬炒十步 這是香港宿命」文章，指出民主派成功取得35席前後，独裁政權如何因为恐惧民主而将香港攬炒。戴之後認為，“独裁政权对民主的恐惧，在之后的大搜捕中显露无遗”。

## 職責
- 反對落實香港基本法第二十三條立法
- 反對重設德育及國民教育科
- 否決政府的財政預算案撥款
- 回應五大訴求
- 落實重啟政改方案

## 機制

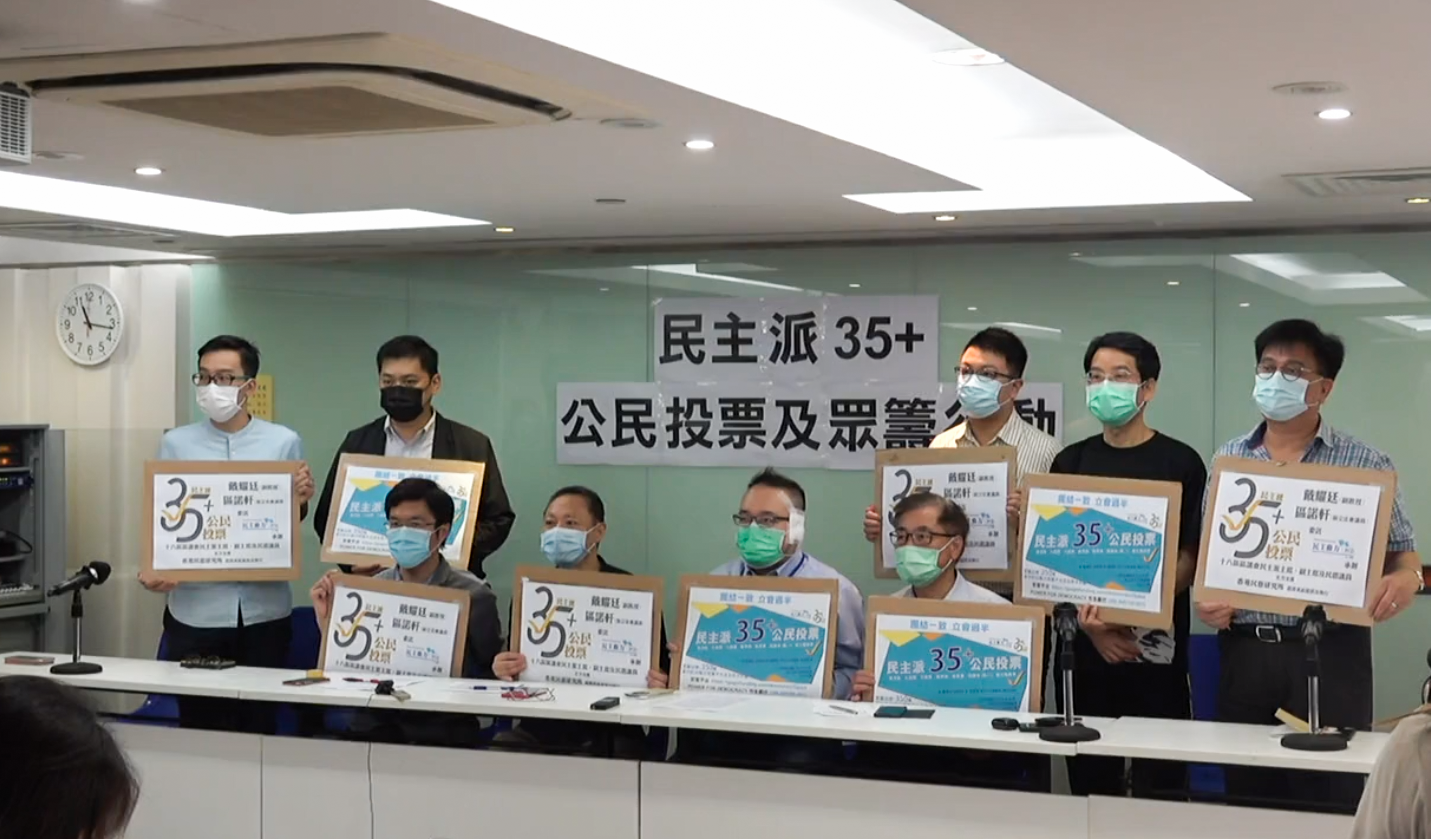
民主派在2020年6月8日舉行35+協調機制記者會

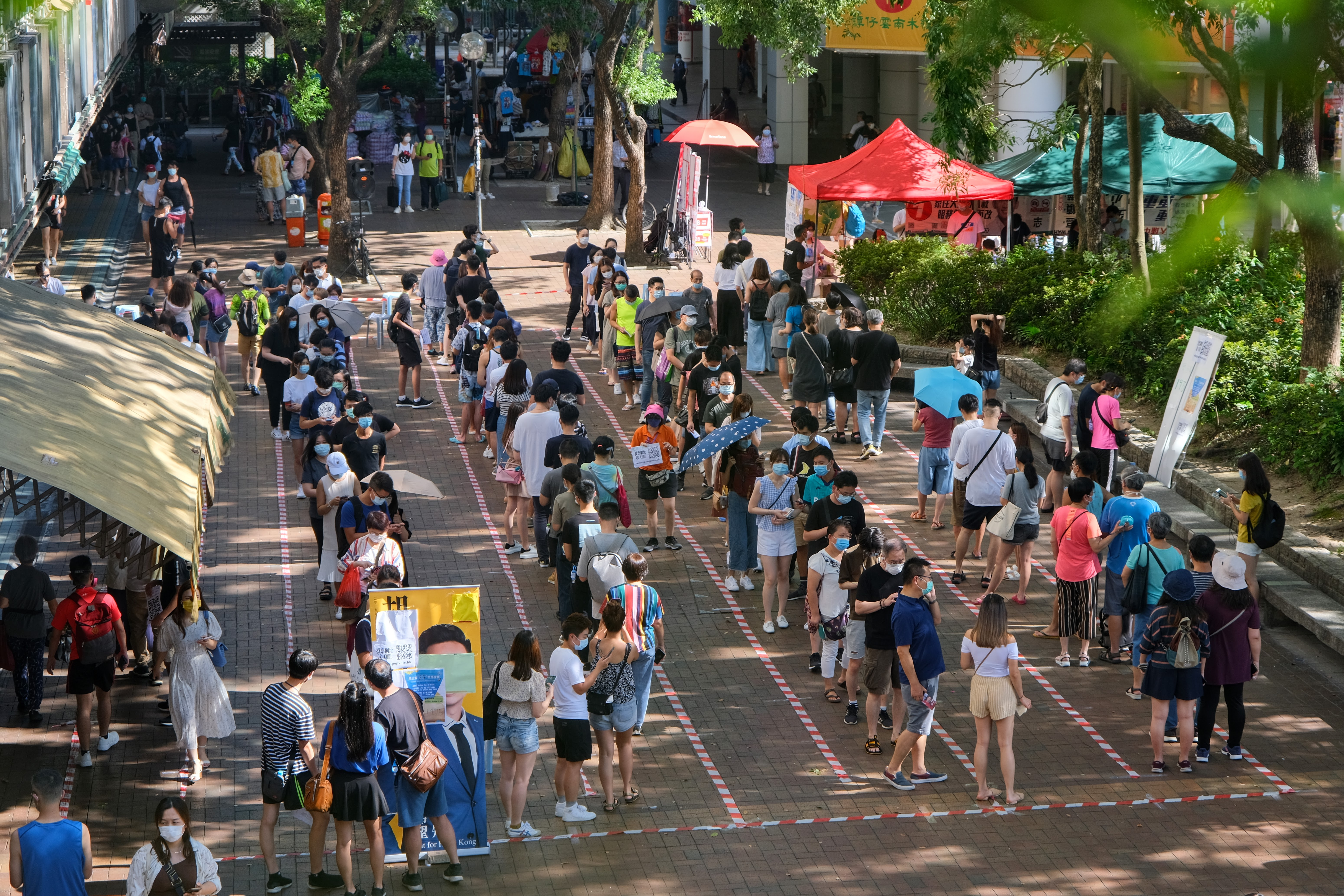
大埔廣場外投票站有多人排隊等候投票

報名期為6月13至20日，參選人需要提交100名選民提名及10000元保證金，6月24日公布最終名單。市民可於7月11至12日到各區票站參與投票。是次投票系統由香港民意研究所設計，市民需要掃描票站內的二維碼進入系統，並需要輸入少量個人資料避免重複投票。市民需要提供住址證明等證明選民身份。若獲推薦的參選人遭取消資格，將由該人指定後備人選。最終派出名單數目如下：
| 界別/選區 | 界別/選區      | 議席數目 | 名單         | 名單     | 目標議席數目 |
| 界別/選區 | 界別/選區      | 議席數目 | 有效報名數目 | 派出數目 | 目標議席數目 |
| --------- | -------------- | -------- | ------------ | -------- | ------------ |
| 地區直選  | 香港島         | 6        | 7            | 4        | 4            |
| 地區直選  | 九龍西         | 6        | 9            | 4        | 4            |
| 地區直選  | 九龍東         | 5        | 6            | 5        | 3            |
| 地區直選  | 新界西         | 9        | 8            | 6        | 6            |
| 地區直選  | 新界東         | 9        | 12           | 7        | 6-7          |
| 功能界別  | 區議會（第二） | 5        | 5            | 4        | 3-4          |
| 功能界別  | 衛生服務界     | 1        | 4            | 1        | 1            |
|           |                |          |              | 31       | 27-29        |

另外，因應2019冠狀病毒病香港疫情，初選主辦方於7月9日公佈5大防疫安排措施：
1. 所有進入票站投票的市民都需配戴口罩。
2. 主辦單位會確保所有票站的工作人員不需要進行家居檢疫或任何形式的檢疫。
3. 在可行情況下，所有進入票站的人士都需測量體溫。
4. 票站的工作人員需確保票站內的人數符合限聚令所規定的數目。
5. 若票站內外排隊的人數多於限聚令所規定的數目，票站職員會要求市民先離開票站，稍後時間再回來投票。

另外，市民亦可先於家中完成投票程序，再回到投票站投票。

## 宣佈參選

### 溫和民主派

#### 民主黨
民主黨為上屆立法會非建制派的第一大黨，有7席。但其中許智峯及黃碧雲任內分別受搶手機風波及議會表現欠佳的批評。今屆，兩人經黨內甄選依然分別繼續參選香港島及九龍西選區。值得一提的是，黃碧雲於黨內甄選時受深水埗區區議員袁海文挑戰但最後勝出。
另外，其餘五位現任議員經黨內甄選後均獲通過，推薦參選。分別是胡志偉（九龍東）、林卓廷（新界東）、尹兆堅（新界西）、鄺俊宇及涂謹申則各自參選區議會（第二）功能界別。黨主席胡志偉於記者會強調「35+（即立法會非建制派議席過半）」是民主派的總目標。民主黨將尊重民主派初選結果。

#### 公民黨
公民黨為上屆立法會中非建制派第二大黨，今屆決定派出名單參與4區地區直選及2個功能界別選舉。名單於5月30日的記者會上公佈。現任的楊岳橋，與梁嘉善合組名單參選新界東選區。郭家麒及葵青區議員冼豪輝參選新界西選區。譚文豪則嘗試連任九龍東選區。上屆議員陳淑莊因佔中九子案罪成而失去參選資格，今屆港島區派出上屆排在陳淑莊名單次位的東區區議員鄭達鴻參選。
功能界別方面，法律界現任議員郭榮鏗競逐連任。中小企食店聯盟召集人林瑞華則參選飲食界。原本有意參選區議會（第二）功能界別的沙田區區議員黃文萱則退出。特別黨員大會上，公民黨黨員通過授權執委會遇到緊急情況時可為正式參選名單作最終決定。公民黨主席梁家傑解釋日後情況不能預估、千變萬化。指若郭榮鏗被選舉主任取消資格，執委會會展開徵召機制，更不排除非黨員代表公民黨參選。

#### 工黨
工黨於黨內甄選前有多張名單有意參選，包括：前立法會議員劉小麗、港龍空勤人員協會前主席施安娜、職工盟主席吳敏兒及工黨主席郭永健。但劉小麗及郭永健最後均發聲明決定不參選，施安娜則未獲提名。最後，工黨只派出吳敏兒出選新界西選區。

### 激進民主派

#### 社會民主連線
社會民主連線（社民連）於6月24日舉辦記者會，宣佈派出梁國雄及岑子杰分別參加新界東及九龍西初選。記者會有多名多名工黨成員到場支持，包括李卓人及張超雄等立法會議員。當中岑子杰曾被盛傳會參選超級區議會，他於記者會表示自己居住在九龍西多年，十分熟悉該區。又認為劉小麗不參選後，九龍西需要有代表弱勢社群的參選人。《香港01》引述民主派人士分析，岑子杰有社民連成員及民陣召集人的雙重身份，故預料支持者的政治光譜較闊。

#### 新民主同盟
新民主同盟於3月25日召開執委會，開始黨內甄選。6月25日舉辦記者會，宣布派出范國威及西貢區議會區議員黎銘澤以一張名單參選新界東，譚凱邦參選新界西。而自2004年已擔任區議員的任啟邦，將挑戰區議會（第一）功能界別。當中范國威名單及譚凱邦會參與今次初選。

### 本土派

#### 天水連線
6月20日，天水連線發表聲明，正式宣佈參與初選。元朗區區議員伍健偉及林進合組一張名單參選新界西地方選區。伍健偉透露自己已賣出單位作為選舉的資金來源，並希望香港人能團結一致「拯救香港」。林進認為過往有很多代議士「不作為」，因此需要自發行動，向「港共政權」宣戰。

#### 屯門社區網絡
屯門社區網絡屯門區區議員張可森於6月20日宣佈參選新界西地方選區。張可森形容初選是「唯一一次，甚至最後一次」給選民自由選擇的機會，因此認為必須發出抗爭的聲音。

### 獨立或其他候選人
6月18日，劉頴匡於沙田新城市廣場中庭聯同8名沙田及大埔區區議員，宣佈參與新界東初選。劉頴匡選擇於歷經多次警民衝突的新城市廣場舉行記者會宣布參選，認為此處是新界東「最能見證到過去一年的地方」。同日，何桂藍宣佈參選新界東。她指自己的前立場新聞記者身份令她反思「可以如何做得更多」，於是決定參與議會抗爭。她指，在《港區國安法》之下，民主派議員應該用盡一切方法與中央政府周旋到底，又認為「只有反抗才可改變香港宿命」。

## 出選名單

### 香港島地方選區

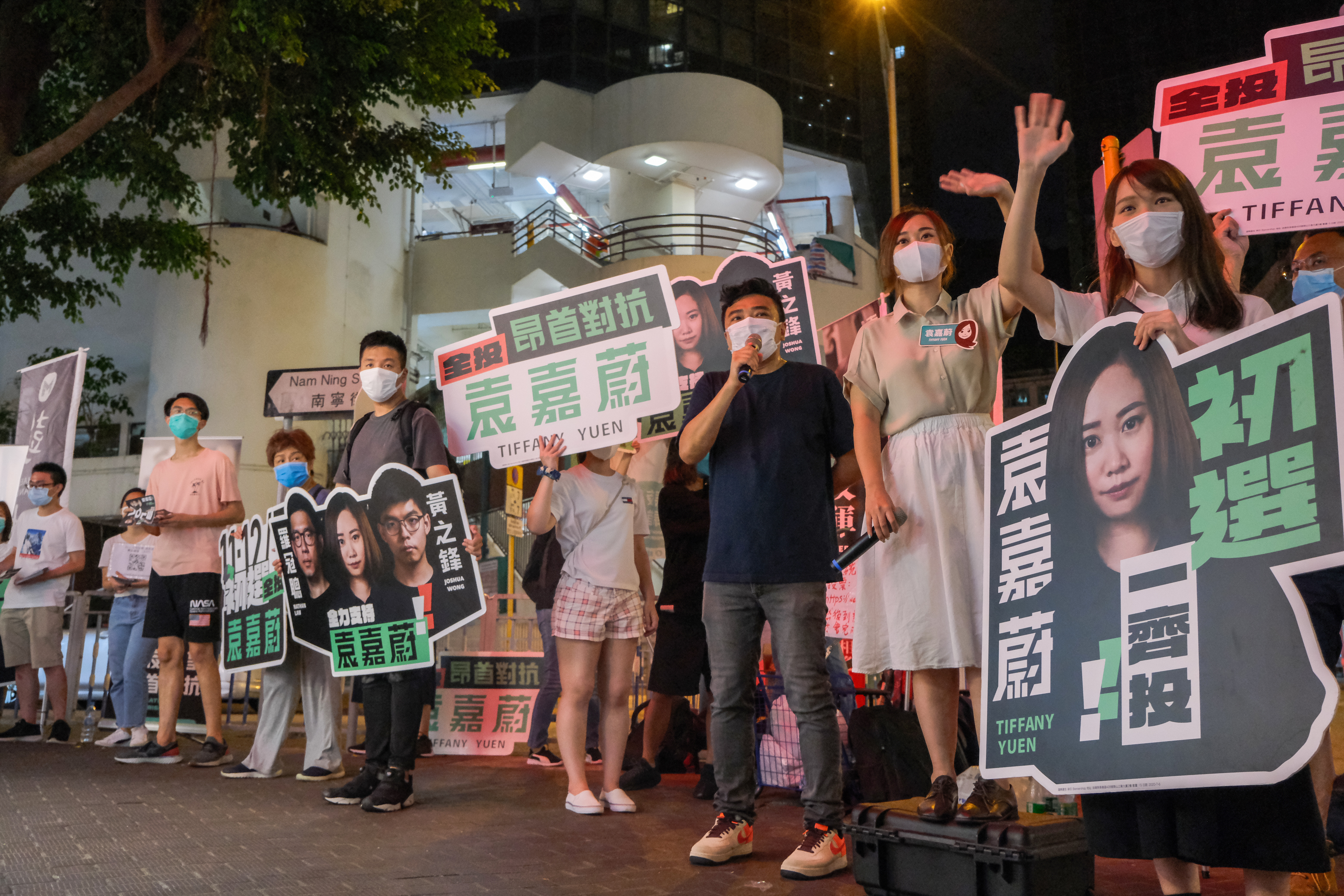
袁嘉蔚和周庭在香港仔鼓勵市民參與民主派初選

2020年6月時，共有8人競逐香港島選區正式參選名額，包括民主黨立法會議員許智峯、公民黨東區區議員鄭達鴻、香港眾志羅冠聰、中西區區議員梁晃維、南區區議員彭卓棋、東區區議員徐子見、南區區議員袁嘉蔚，以及灣仔區議會主席楊雪盈。當中羅冠聰在7月8日宣佈因《港版國安法》的實施無法確保其自身安全而離開香港，其後並宣佈退選，並且呼籲支持袁嘉蔚。

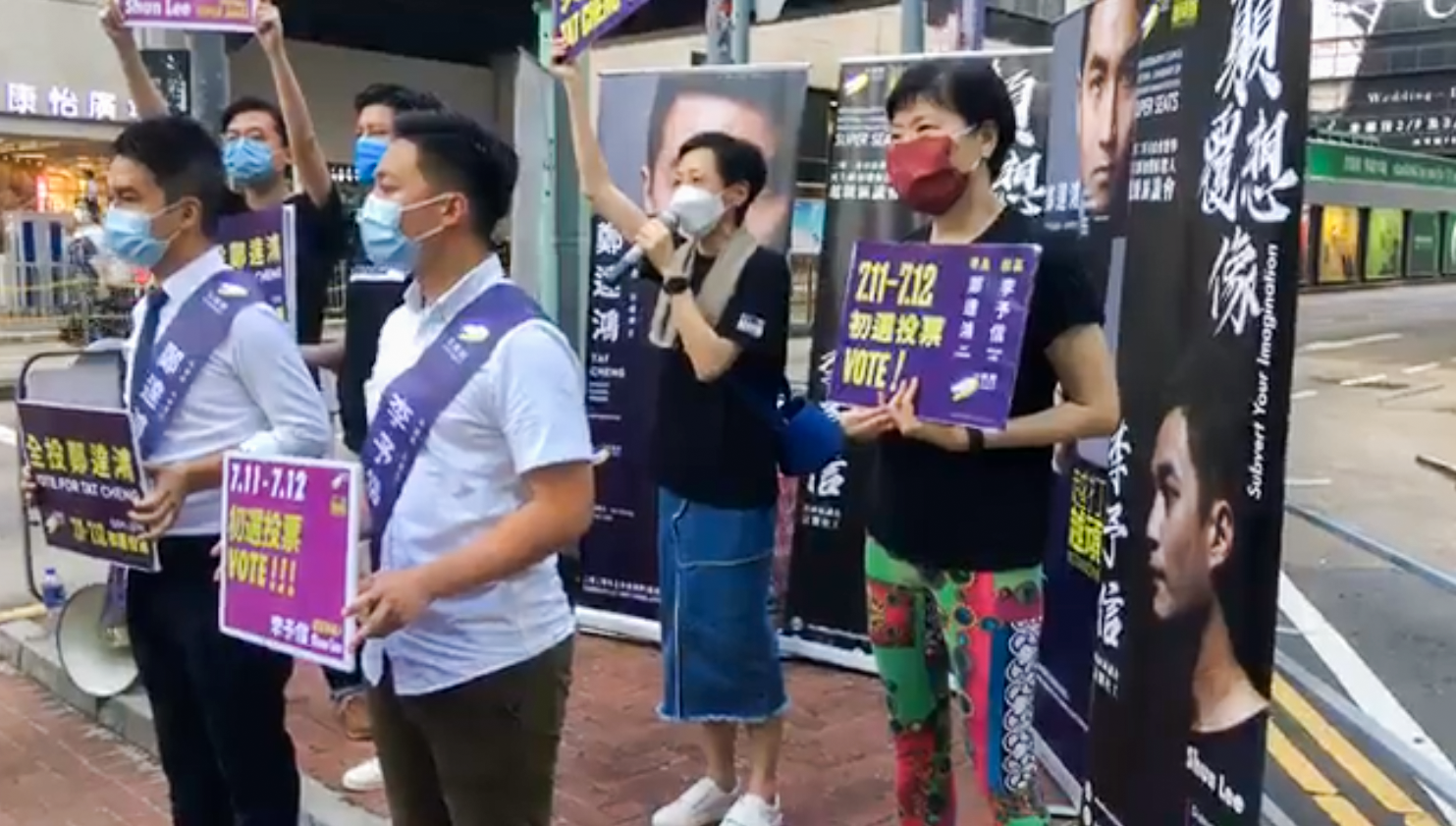
公民黨陳淑莊聯同余若薇在太古為鄭達鴻打氣和鼓勵市民參與民主派初選

香港島地方選區初選候選人如下：
| 參選人                         | 政黨     | 政黨           | 票數   | %      | 中西區 | %      | 灣仔區 | %      | 東區   | %      | 南區   | %      | 實體票 | %      | 衛生服務界 | %      | 出線  |
| ------------------------------ | -------- | -------------- | ------ | ------ | ------ | ------ | ------ | ------ | ------ | ------ | ------ | ------ | ------ | ------ | ---------- | ------ | ----- |
| 許智峯、蘇逸恒                 |          | 民主黨         | 28,189 | 31.17  | 5,214  | 38.01  | 3,453  | 29.33  | 12,217 | 28.37  | 6,323  | 32.22  | 832    | 47.84  | 150        | 29.76  | check |
| 袁嘉蔚                         |          | 南區萬事屋     | 19,844 | 21.94  | 2,590  | 18.88  | 2,316  | 19.68  | 7,558  | 17.55  | 7,039  | 35.87  | 215    | 12.36  | 126        | 25.00  | check |
| 梁晃維                         |          | 獨立           | 14,743 | 16.30  | 3,246  | 23.66  | 1,822  | 15.48  | 6,875  | 15.96  | 2,558  | 13.03  | 142    | 8.17   | 100        | 19.84  | check |
| 鄭達鴻                         |          | 公民黨         | 11,090 | 12.26  | 1,348  | 9.83   | 1,260  | 10.70  | 6,495  | 15.08  | 1,737  | 8.85   | 201    | 11.56  | 49         | 9.72   | check |
| 徐子見                         |          | 柴灣起動       | 7,974  | 8.82   | 292    | 2.13   | 449    | 3.81   | 6,713  | 15.59  | 305    | 1.55   | 174    | 10.01  | 41         | 8.13   |       |
| 楊雪盈                         |          | 灣仔起步       | 5,707  | 6.31   | 684    | 4.99   | 1,964  | 16.69  | 2,125  | 4.93   | 772    | 3.93   | 136    | 7.82   | 26         | 5.16   |       |
| 彭卓棋、何致宏、張嘉莉、李永財 |          | 彭卓棋港島團隊 | 2,880  | 3.18   | 345    | 2.51   | 507    | 4.31   | 1,086  | 2.52   | 891    | 4.54   | 39     | 2.24   | 12         | 2.38   |       |
|                                | 總有效票 | 總有效票       | 90,427 | 100.00 | 13,719 | 100.00 | 11,771 | 100.00 | 43,069 | 100.00 | 19,625 | 100.00 | 1,739  | 100.00 | 504        | 100.00 |       |
|                                | 無效票   | 無效票         | 48     | -      |        | -      |        | -      |        | -      |        | -      |        | -      |            | -      |       |
|                                | 投票率   | 投票率         | 12.82  | -      | 11.48  | -      | 14.47  | -      | 12.49  | -      | 12.14  | -      |        | -      |            | -      |       |

### 九龍西地方選區
九龍西選區與香港島選區一樣，均未有定出初選決出名單數目的目標，待有投票結果後再商討。九龍西選區共有9張名單，包括隸屬議會陣線的立法會議員毛孟靜、民主黨立法會議員黃碧雲、社民連副主席兼民陣召集人岑子杰、大專學界國際事務代表團發言人張崑陽、民協區議員何啟明、深水埗區議員劉偉聰、半島連線馮達浚名單、學聯抗爭者基金前主席劉澤鋒以及印裔註冊社工安德里。
九龍西地方選區初選候選人如下：
| 參選人         | 政黨     | 政黨     | 票數   | %      | 油尖旺區 | %      | 深水埗區 | %      | 九龍城區 | %      | 實體票 | %      | 衛生服務界 | %      | 出線  |
| -------------- | -------- | -------- | ------ | ------ | -------- | ------ | -------- | ------ | -------- | ------ | ------ | ------ | ---------- | ------ | ----- |
| 岑子           |          | 社民連   | 25,670 | 31.68  | 6,715    | 35.21  | 9,348    | 28.72  | 7,904    | 33.29  | 1,526  | 29.63  | 177        | 34.44  | check |
| 張崑陽         |          | 立言香港 | 16,992 | 20.97  | 4,588    | 24.06  | 6,316    | 19.41  | 5,263    | 22.17  | 672    | 13.05  | 153        | 29.77  | check |
| 毛孟靜         |          | 香港本土 | 9,308  | 11.49  | 2,466    | 12.93  | 3,322    | 10.21  | 2,952    | 12.43  | 507    | 9.84   | 61         | 11.87  | check |
| 何啟明         |          | 民協     | 7,791  | 9.62   | 348      | 1.82   | 6,321    | 19.42  | 257      | 1.08   | 858    | 16.66  | 7          | 1.36   | check |
| 馮達浚、李軒朗 |          | 半島連線 | 7,671  | 9.47   | 2,035    | 10.67  | 2,746    | 8.44   | 2,667    | 11.23  | 178    | 3.46   | 45         | 8.75   |       |
| 劉偉聰         |          | 獨立     | 6,295  | 7.77   | 1,510    | 7.92   | 2,671    | 8.21   | 1,740    | 7.33   | 328    | 6.37   | 46         | 8.95   |       |
| 黃碧雲         |          | 民主黨   | 4,718  | 5.82   | 644      | 3.38   | 831      | 2.55   | 2,275    | 9.58   | 953    | 18.50  | 15         | 2.92   |       |
| 劉澤鋒         |          | 獨立     | 1,426  | 1.76   | 364      | 1.91   | 615      | 1.89   | 371      | 1.56   | 68     | 1.32   | 8          | 1.56   |       |
| 安德里         |          | 獨立     | 1,150  | 1.42   | 401      | 2.10   | 376      | 1.16   | 311      | 1.31   | 60     | 1.17   | 2          | 0.39   |       |
|                | 總有效票 | 總有效票 | 81,021 | 100.00 | 19,071   | 100.00 | 32,546   | 100.00 | 23,740   | 100.00 | 5,150  | 100.00 | 514        | 100.00 |       |
|                | 無效票   | 無效票   | 143    | -      |          | -      |          | -      |          | -      |        | -      |            | -      |       |
|                | 投票率   | 投票率   | 13.47  | -      | 13.28    | -      | 13.85    | -      | 10.59    | -      |        | -      |            | -      |       |

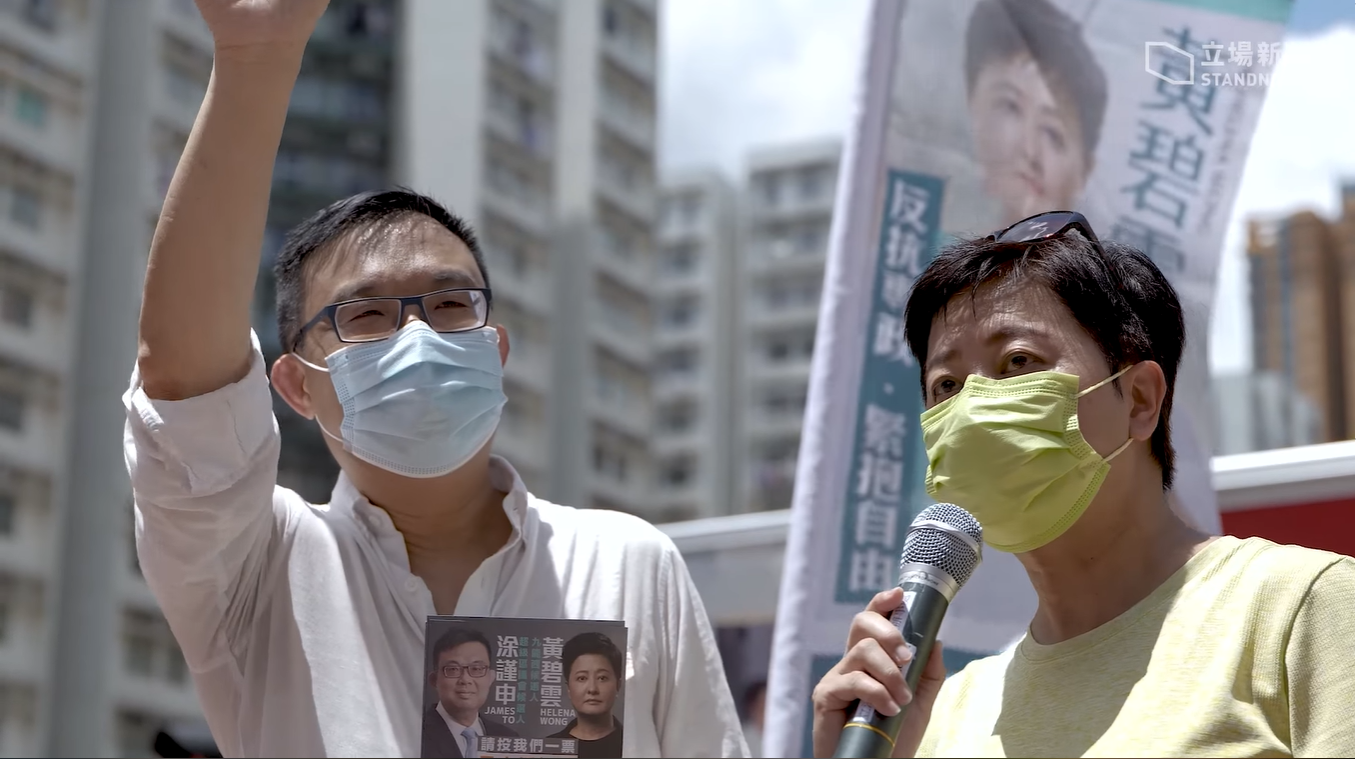
民主黨的涂謹申和黃碧雲在票站外拉票，爭取選民支持

- 公佈電子票數時馮達浚的票數比何啟明的票數為多，但點算實體票後結果逆轉[36]。

### 九龍東地方選區
九龍東選區與香港島選區一樣，都是採取「初選加棄選」雙軌制，共有6張名單，初選後將會推薦排名所得票數頭五的名單報名參選立法會選舉。 但在立法會選舉中，九龍東以民調方式決定最後配票給首3位，其餘2位即棄選。值得一提的是，所有候選人均已簽署「九龍東共同綱領」。

九龍東選區參選名單包括2位立法會議員民主黨胡志偉以及公民黨譚文豪。另外，民協施德來、人民力量譚得志、觀塘區議員李嘉達，以及香港眾志黃之鋒也會出選。有傳觀塘區議員梁凱晴會成為黃之鋒的後備候選名單，但黃之鋒並未對此作出回應。

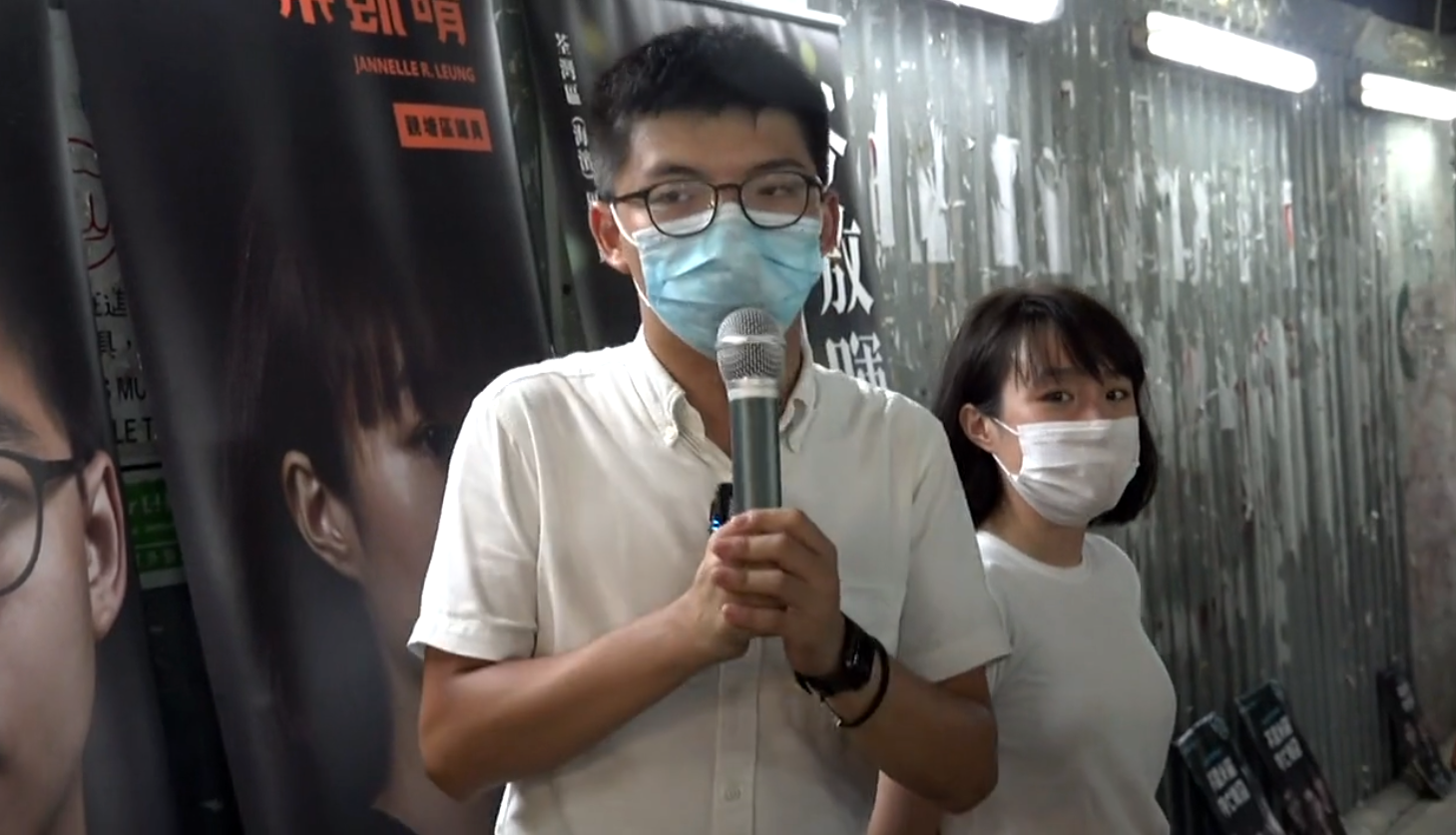
黃之鋒和梁凱晴在九龍灣進行最後衝刺拉票

九龍東地方選區初選候選人如下：
| 參選人 | 政黨     | 政黨         | 票數   | %      | 黃大仙區 | %      | 觀塘區 | %      | 實體票 | %      | 衛生服務界 | %      | 出線  |
| ------ | -------- | ------------ | ------ | ------ | -------- | ------ | ------ | ------ | ------ | ------ | ---------- | ------ | ----- |
| 黃之鋒 |          | 獨立         | 31,398 | 34.05  | 11,981   | 33.84  | 17,835 | 34.48  | 1,351  | 29.52  | 231        | 44.68  | check |
| 譚文豪 |          | 公民黨       | 23,244 | 25.20  | 8,677    | 24.51  | 13,250 | 25.62  | 1,183  | 25.85  | 134        | 25.92  | check |
| 李嘉達 |          | 公民自主力量 | 15,194 | 16.48  | 5,614    | 15.86  | 9,151  | 17.69  | 347    | 7.58   | 82         | 15.86  | check |
| 譚得志 |          | 人民力量     | 10,980 | 11.91  | 3,883    | 10.97  | 6,380  | 12.34  | 676    | 14.77  | 41         | 7.93   | check |
| 胡志偉 |          | 民主黨       | 10,421 | 11.30  | 4,472    | 12.63  | 4,933  | 9.54   | 989    | 21.61  | 27         | 5.22   | check |
| 施德來 |          | 民協         | 985    | 1.07   | 781      | 2.21   | 172    | 0.33   | 30     | 0.66   | 2          | 0.39   |       |
|        | 總有效票 | 總有效票     | 92,222 | 100.00 | 35,408   | 100.00 | 51,721 | 100.00 | 4,576  | 100.00 | 517        | 100.00 |       |
|        | 無效票   | 無效票       | 221    | -      |          | -      |        | -      |        | -      |            | -      |       |
|        | 投票率   | 投票率       | 13.02  | -      | 12.69    | -      | 12.02  | -      |        | -      |            | -      |       |

### 新界西地方選區
新界西選區有九個議席，初選目標是決出6張名單。在民主派初選中，新界西選區共有8張名單，包括3位立法會議員，分別為民主黨尹兆堅、議會陣線朱凱廸，以及公民黨郭家麒。另外，工黨吳敏兒、新同盟區議員譚凱邦、屯門社區網絡屯門區區議員張可森、天水連線元朗區區議員伍健偉，以及前學民思潮前發言人黃子悅亦有參選。值得一提的是，新界西選區是唯一一個選區設有48,000票的最低投票門檻，如未達門檻，該選區民主派參選人將會商討出選名單。
新界西地方選區初選候選人如下：
| 參選人                         | 政黨     | 政黨           | 票數    | %      | 荃灣區 | %      | 屯門區 | %      | 元朗區 | %      | 葵青區 | %      | 離島區 | %      | 實體票 | %      | 衛生服務界 | %      | 出線  |
| ------------------------------ | -------- | -------------- | ------- | ------ | ------ | ------ | ------ | ------ | ------ | ------ | ------ | ------ | ------ | ------ | ------ | ------ | ---------- | ------ | ----- |
| 朱凱廸、陳樹暉、馮小燕、王必敏 |          | 朱凱廸新西團隊 | 49,901  | 28.27  | 7,901  | 29.44  | 12,011 | 26.01  | 12,052 | 27.27  | 12,460 | 29.47  | 3,842  | 34.95  | 1,422  | 30.37  | 213        | 32.97  | check |
| 張可森                         |          | 屯門社區網絡   | 35,513  | 20.12  | 3,897  | 14.52  | 16,058 | 34.77  | 6,594  | 14.92  | 6,225  | 14.72  | 2,041  | 18.57  | 555    | 11.85  | 143        | 22.14  | check |
| 黃子悅                         |          | 獨立           | 22,911  | 12.98  | 4,258  | 15.86  | 4,550  | 9.85   | 5,170  | 11.70  | 6,570  | 15.53  | 1,702  | 15.48  | 574    | 12.26  | 87         | 13.47  | check |
| 伍健偉、林進                   |          | 天水連線       | 20,525  | 11.63  | 1,567  | 5.84   | 2,276  | 4.93   | 13,022 | 29.47  | 2,750  | 6.50   | 571    | 5.19   | 276    | 5.89   | 63         | 9.75   | check |
| 尹兆堅                         |          | 民主黨         | 18,608  | 10.54  | 2,326  | 8.67   | 5,236  | 11.34  | 2,736  | 6.19   | 6,758  | 15.98  | 743    | 6.76   | 780    | 16.66  | 29         | 4.49   | check |
| 郭家麒                         |          | 公民黨         | 13,354  | 7.56   | 2,611  | 9.73   | 2,707  | 5.86   | 2,518  | 5.70   | 3,990  | 9.43   | 953    | 8.67   | 527    | 11.26  | 48         | 7.43   | check |
| 吳敏兒                         |          | 工黨           | 10,860  | 6.15   | 1,834  | 6.83   | 2,759  | 5.97   | 2,261  | 5.12   | 2,566  | 6.07   | 990    | 9.01   | 414    | 8.84   | 36         | 5.57   |       |
| 譚凱邦、潘朗聰                 |          | 新民主同盟     | 4,865   | 2.76   | 2,447  | 9.12   | 584    | 1.26   | 557    | 1.26   | 966    | 2.28   | 150    | 1.36   | 134    | 2.86   | 27         | 4.18   |       |
|                                | 總有效票 | 總有效票       | 176,537 | 100.00 | 26,841 | 100.00 | 46,181 | 100.00 | 44,910 | 100.00 | 42,285 | 100.00 | 10,992 | 100.00 | 4,682  | 100.00 | 646        | 100.00 |       |
|                                | 無效票   | 無效票         | 39      | -      |        | -      |        | -      |        | -      |        | -      |        | -      |        | -      |            | -      |       |
|                                | 投票率   | 投票率         | 13.54   | -      | 14.44  | -      | 14.56  | -      | 11.65  | -      | 11.48  | -      | 11.87  | -      |        | -      |            | -      |       |

### 新界東地方選區
新界東選區是競爭最激烈的選區，共有12張名單競逐6張代表民主派參選的名額。名單包括4位立法會議員，包括民主黨林卓廷、公民黨楊岳橋、新同盟范國威和人民力量陳志全。另外，社民連梁國雄、前《立場新聞》記者何桂藍、區政聯盟柯耀林、民間集會團隊發言人劉頴匡、曾參選2019年區議會選舉的鄒家成、蒞地基督徒主席呂智恆、阿布泰國生活百貨創辦人林景楠以及嚴重弱智人士家長協會主席李芝融亦有參選。據《香港01》報道，梁頌恆有報名參選新界東選區初選，但他其後澄清決定不參與初選。另外，林景楠在提名期截止後才報名參選新界東選區，經諮詢兩位協調人及獲得該區四份之三參選人/團隊的不反對/同意下，有關提名獲酌情接納處理。
新界東地方選區初選候選人如下：
| 參選人                                                                 | 政黨     | 政黨         | 總票數  | %      | 北區   | %      | 大埔區 | %      | 西貢區 | %      | 沙田區 | %      | 實體票 | %      | 衛生服務界 | %      | 出線  |
| ---------------------------------------------------------------------- | -------- | ------------ | ------- | ------ | ------ | ------ | ------ | ------ | ------ | ------ | ------ | ------ | ------ | ------ | ---------- | ------ | ----- |
| 何桂藍                                                                 |          | 獨立         | 26,802  | 16.30  | 3,301  | 13.85  | 4,402  | 17.40  | 7,254  | 17.50  | 11,145 | 16.43  | 546    | 10.24  | 154        | 22.81  | check |
| 劉頴匡、李志宏、趙柱幫、黃學禮、陳運通、廖栢康、石威廉、盧德明、黃浩鋒 |          | 沙田社區網絡 | 26,707  | 16.24  | 3,347  | 14.04  | 3,770  | 14.90  | 6,143  | 14.82  | 12,817 | 18.89  | 491    | 9.21   | 130        | 20.59  | check |
| 楊岳橋                                                                 |          | 公民黨       | 25,366  | 15.42  | 2,567  | 10.77  | 3,519  | 13.91  | 6,259  | 15.10  | 11,866 | 17.49  | 1,063  | 19.93  | 92         | 13.63  | check |
| 陳志全                                                                 |          | 人民力量     | 17,101  | 10.40  | 1,927  | 8.08   | 2,899  | 11.46  | 4,120  | 9.94   | 7,575  | 11.16  | 535    | 10.03  | 45         | 6.67   | check |
| 鄒家成                                                                 |          | 獨立         | 16,758  | 10.19  | 2,078  | 8.72   | 3,150  | 12.45  | 4,800  | 11.58  | 6,412  | 9.45   | 250    | 4.69   | 67         | 10.07  | check |
| 林卓廷、黃凱盈、吳定霖、郭㙟豐                                         |          | 民主黨       | 15,315  | 9.31   | 3,072  | 12.89  | 2,200  | 8.69   | 2,748  | 6.63   | 5,944  | 8.76   | 1,303  | 24.43  | 48         | 7.11   | check |
| 范國威、黎銘澤                                                         |          | 新民主同盟   | 10,156  | 6.18   | 1,200  | 5.03   | 1,835  | 7.25   | 3,524  | 8.50   | 3,170  | 4.67   | 392    | 7.35   | 35         | 5.19   | check |
| 呂智恆                                                                 |          | 北區連線     | 9,813   | 5.97   | 4,725  | 19.82  | 1,182  | 4.67   | 1,547  | 3.73   | 2,107  | 3.11   | 223    | 4.18   | 29         | 4.30   |       |
| 梁國雄                                                                 |          | 社民連       | 9,292   | 5.65   | 1,075  | 4.51   | 1,357  | 5.36   | 2,326  | 5.61   | 4,157  | 6.13   | 348    | 6.53   | 29         | 4.30   |       |
| 林景楠                                                                 |          | 獨立         | 5,350   | 3.25   | 493    | 2.07   | 872    | 3.45   | 1,585  | 3.82   | 2,260  | 3.33   | 111    | 2.08   | 29         | 4.30   |       |
| 柯耀林                                                                 |          | 區政聯盟     | 1,489   | 0.91   | 24     | 0.10   | 67     | 0.26   | 1,079  | 2.60   | 261    | 0.38   | 53     | 0.99   | 5          | 0.74   |       |
| 李芝融                                                                 |          | 獨立         | 304     | 0.18   | 31     | 0.13   | 49     | 0.19   | 70     | 0.17   | 134    | 0.20   | 18     | 0.34   | 2          | 0.30   |       |
|                                                                        | 總有效票 | 總有效票     | 164,453 | 100.00 | 23,840 | 100.00 | 25,302 | 100.00 | 41,455 | 100.00 | 67,848 | 100.00 | 5,333  | 100.00 | 675        | 100.00 |       |
|                                                                        | 無效票   | 無效票       | 1,650   | -      |        | -      |        | -      |        | -      |        | -      |        | -      |            | -      |       |
|                                                                        | 投票率   | 投票率       | 14.47   | -      | 12.07  | -      | 12.71  | -      | 14.03  | -      | 15.16  | -      |        | -      |            | -      |       |

### 區議會（第二）界別
有5張名單競逐超級區議會4個代表民主派參選的名額，名單包括兩名民主黨現任議員鄺俊宇和涂謹申、公民黨李予信、荃灣區區議員岑敖暉和元朗區區議員王百羽。
區議會（第二）功能界別選區初選候選人如下：
| 參選人 | 政黨     | 政黨               | 總票數  | %      | 香港島 | %      | 九龍西 | %      | 九龍東 | %      | 新界西  | %      | 新界東  | %      | 出線  |
| ------ | -------- | ------------------ | ------- | ------ | ------ | ------ | ------ | ------ | ------ | ------ | ------- | ------ | ------- | ------ | ----- |
| 鄺俊宇 |          | 民主黨             | 268,630 | 50.69  | 38,850 | 49.58  | 33,482 | 49.28  | 42,292 | 51.86  | 80,545  | 50.80  | 73,461  | 51.16  | check |
| 岑敖暉 |          | 朱凱廸新西團隊     | 129,074 | 24.35  | 19,859 | 25.34  | 16,382 | 24.11  | 17,969 | 22.03  | 37,798  | 23.84  | 37,066  | 25.81  | check |
| 王百羽 |          | 天水圍民生關注平台 | 71,706  | 13.53  | 8,321  | 10.62  | 7,444  | 10.96  | 10,189 | 12.49  | 27,345  | 17.25  | 18,407  | 12.82  | check |
| 涂謹申 |          | 民主黨             | 49,991  | 9.43   | 8,199  | 10.46  | 9,234  | 13.59  | 9,496  | 11.64  | 10,757  | 6.79   | 12,305  | 8.57   | check |
| 李予信 |          | 公民黨             | 10,579  | 2.00   | 3,129  | 3.99   | 1,396  | 2.05   | 1,612  | 1.98   | 2,094   | 1.32   | 2,348   | 1.64   |       |
|        | 總有效票 | 總有效票           | 529,980 | 100.00 | 78,358 | 100.00 | 67,938 | 100.00 | 81,558 | 100.00 | 158,539 | 100.00 | 143,587 | 100.00 |       |
|        | 無效票   | 無效票             | 不適用  | -      |        |        |        |        |        |        |         |        |         |        |       |

- 投票率：12.66%

### 衛生服務界
衞生服務界是唯一一個舉辦初選的功能界別，獲最多票數的候選人即可代表民主派出選立法會選舉。初選共有4張名單，包括現任衞生服務界李國麟、前線急症室註冊護士劉凱文、「醫管局員工陣線」主席余慧明以及仁安醫院護士訓練學校校長袁偉傑。
衛生服務界功能界別選區初選候選人如下：
| 參選人 | 政黨     | 政黨           | 票數  | %      | 出線  |
| ------ | -------- | -------------- | ----- | ------ | ----- |
| 余慧明 |          | 醫管局員工陣線 | 2,493 | 75.98  | check |
| 劉凱文 |          | 獨立           | 516   | 15.73  |       |
| 李國麟 |          | 專業議政       | 218   | 6.64   |       |
| 袁偉傑 |          | 獨立           | 54    | 1.65   |       |
|        | 總有效票 | 總有效票       | 3,281 | 100.00 |       |
|        | 無效票   | 無效票         | 0     | -      |       |

- 投票率：8.13%

## 初選論壇
蘋果日報、立場新聞、D100、城寨四個媒體合辦選舉論壇，並在網上播出。這些論壇均為錄播。
| 選區／界別     | 播出日期 | 主持   | 嘉賓           | 備註                                 |
| -------------- | -------- | ------ | -------------- | ------------------------------------ |
| 九龍西         | 6月27日  | 呂秉權 | 湛國揚、阮穎嫻 |                                      |
| 九龍東         | 6月28日  | 梁家權 | 曾志豪         |                                      |
| 香港島         | 6月29日  | 區家麟 | 林彥邦、袁彌明 |                                      |
| 新界東         | 6月30日  | 黃潔慧 | 桑普、李慧玲   |                                      |
| 新界西         | 7月5日   | 梁家權 | 黃潔慧、劉細良 | 尹兆堅於2020年香港七一遊行被捕而缺席 |
| 區議會（第二） | 7月6日   | 區家麟 | 阮穎嫻、黃大鈞 |                                      |

綜觀各區初選論壇，各現任立法會議員均被質詢過去的工作表現，當中公民黨被指過去曾作出「一黨三投」（在同一議案同時投下支持、反對及棄權票）以及被本土派候選人批評過度著重法治。另外，民主黨因於反修例運動的行為以及拒絕簽署「抗爭聲明書」而被批評「欠抗爭意志」。
在6月27日舉行的九龍西初選論壇中，身兼民陣召集人的社民連岑子表示若民主派可以取得過半議席，就可以令褫奪違法議員資格投票不通過，從而保障有官司在身的議員議席。被問到他身為沙田區議員，卻出選九龍西，他回應指是希望避免和欲出選新界東的前立法會議員梁國雄參選同一個選區。張崑陽則稱非常不同意李柱銘「主張攬炒的人士一無所知」的言論，指「中共破壞香港民主自治」引致「攬炒」，又表示「港人被逼到末路時可以反抗」。毛孟靜則認同議會抗爭是理所當然，又表示若非建制派立會議席過半將會帶來基本談判籌碼。劉偉聰則希望加入議會，推動改革司法人員推薦委員會。自言是本土派的劉澤鋒與馮達浚認為本土派多年來孤立無援，又表示固有的議會政治已失敗，因此要升級議會抗爭。何啟明則表示反抗是唯一出路，又說會動用議會資源，聘用示威者擔任保安，並提出解僱現任立法會秘書長陳維安。至於安德里則期望將少數族裔的聲音帶入議會。
至於在6月30日舉行的新界東初選論壇中，何桂藍「除低記者證」的說法被嘉賓李慧玲質疑，何桂藍否認參選是為了薪津，並解釋自己認為香港需要破局，但記者與抗爭者的身分不可以混淆，所以才有「除低記者證」的想法。李慧玲追問何謂何不繼續擔當記者，何桂藍指現今政治制度難以保障新聞自由。李慧玲最後指何桂藍記者年資尚淺，不應過早從政。
除此之外，李慧玲質問梁國雄曾擔任議員多年仍繼續出選，是否戀棧議員席位。梁國雄表示自己是基於責任才出選，又表示自己能否擔任議員，是由選民決定。民主黨林卓廷則被質疑該黨在部分議案（如早前委任終審法院首席法官張舉能）投棄權票，他解釋立法會議案不是二元對立，又指民主黨在絕大部分上議案均有清晰的取態。
民主黨亦被質疑近年在街頭表現出色，反而在議會投票取態曖昧，林卓廷則表示不可以用個別議案作考慮。至於呂智恆則批評楊岳橋在關鍵投票屢屢缺席，楊岳橋就此致歉，並表示會改善。之後呂智恆又批評楊岳橋無參與抗爭現場支援工作以及不知道陳彥霖被發現溺斃及科大學生周梓樂墮樓後離世的日子。另一候選人鄒家成則表示泛民主派仍困於「一國兩制」思維，又聲言在未來議會內「只有親中派和本土派」。至於李芝融則指政治與民生不可分，否則社會運動將不能持久。之後他又指在抗爭的同時，亦要顧及基本生活需要，這些需求並不會因抗爭而消失。若抗爭者無法維持生活，抗爭力量將會被削減，因此必須推動民生工作。他亦主張要用基層聽得懂的語言，向基層解釋社會狀態及運作。

### 網上投票

#### 香港島地方選區
| 候選人 媒體                    | 許智峯          | 羅冠聰          | 梁晃維          | 鄭達鴻          | 袁嘉蔚          | 楊雪盈          | 徐子見          | 彭卓棋         |
| ------------------------------ | --------------- | --------------- | --------------- | --------------- | --------------- | --------------- | --------------- | -------------- |
| 立場新聞（页面存档备份，存于） | 21.75% (86.99%) | 12.98% (51.93%) | 12.22% (48.89%) | 11.17% (44.67%) | 11.06% (44.23%) | 10.98% (43.94%) | 10.79% (43.15%) | 9.05% (36.19%) |
| 城寨（页面存档备份，存于）     | 29.78%          | 36.20%          | 20.32%          | 5.58%           | 2.89%           | 3.74%           | 0.92%           | 0.56%          |

#### 九龍西地方選區
| 候選人 媒體                    | 岑子            | 張崑陽          | 毛孟靜          | 何啟明         | 劉偉聰         | 馮達浚         | 安德里         | 劉澤鋒         | 黃碧雲         |
| ------------------------------ | --------------- | --------------- | --------------- | -------------- | -------------- | -------------- | -------------- | -------------- | -------------- |
| 立場新聞（页面存档备份，存于） | 20.76% (83.02%) | 18.04% (72.15%) | 13.65% (54.58%) | 9.70% (38.80%) | 8.60% (34.39%) | 8.59% (34.36%) | 7.37% (29.50%) | 6.81% (27.22%) | 6.50% (25.98%) |
| 城寨（页面存档备份，存于）     | 36.95%          | 34.21%          | 4.59%           | 3.91%          | 10.36%         | 4.11%          | 4.01%          | 0.68%          | 1.17%          |

#### 九龍東地方選區
| 候選人 媒體                    | 黃之鋒          | 譚文豪          | 譚得志          | 李嘉達          | 胡志偉          | 施德來          |
| ------------------------------ | --------------- | --------------- | --------------- | --------------- | --------------- | --------------- |
| 立場新聞（页面存档备份，存于） | 26.67% (80.01%) | 22.15% (66.44%) | 14.83% (44.48%) | 13.84% (41.53%) | 12.19% (36.58%) | 10.32% (30.95%) |
| 城寨（页面存档备份，存于）     | 59.11%          | 14.60%          | 18.50%          | 4.10%           | 2.99%           | 0.70%           |

#### 新界西地方選區
| 候選人 媒體                    | 朱凱迪          | 黃子悅          | 吳敏兒          | 尹兆堅          | 郭家麒          | 張可森          | 伍健偉          | 譚凱邦          |
| ------------------------------ | --------------- | --------------- | --------------- | --------------- | --------------- | --------------- | --------------- | --------------- |
| 立場新聞（页面存档备份，存于） | 16.03% (96.20%) | 15.41% (92.46%) | 13.82% (82.92%) | 12.14% (72.85%) | 11.17% (67.02%) | 10.92% (65.54%) | 10.48% (62.87%) | 10.02% (60.15%) |
| 城寨（页面存档备份，存于）     | 32%             | 23%             | 15%             | 4%              | 5%              | 13%             | 6%              | 3%              |

#### 新界東地方選區
| 候選人 媒體                    | 陳志全          | 何桂藍          | 劉頴匡         | 范國威         | 楊岳橋         | 梁國雄         | 林卓廷         | 鄒家成         | 呂智恆         | 林景楠         | 柯耀林         | 李芝融         |
| ------------------------------ | --------------- | --------------- | -------------- | -------------- | -------------- | -------------- | -------------- | -------------- | -------------- | -------------- | -------------- | -------------- |
| 立場新聞（页面存档备份，存于） | 12.78% (76.69%) | 11.00% (65.97%) | 9.57% (57.40%) | 8.56% (51.38%) | 8.30% (49.80%) | 8.27% (49.60%) | 8.18% (49.10%) | 7.93% (47.59%) | 7.40% (44.38%) | 7.35% (44.07%) | 5.75% (34.52%) | 4.92% (29.51%) |
| 城寨（页面存档备份，存于）     | 12.78%          | 20.87%          | 19.52%         | 14.92%         | 13.97%         | 8.65%          | 4.84%          | 1.35%          | 1.35%          | 1.11%          | 0.40%          | 0.24%          |

#### 區議會（第二）界別
| 候選人 媒體                    | 鄺俊宇          | 岑敖暉          | 涂謹申          | 王百羽          | 李予信         |
| ------------------------------ | --------------- | --------------- | --------------- | --------------- | -------------- |
| 立場新聞（页面存档备份，存于） | 31.68% (95.03%) | 29.54% (88.62%) | 17.14% (51.43%) | 11.96% (35.89%) | 9.68% (29.03%) |
| 城寨（页面存档备份，存于）     | 52%             | 21%             | 13%             | 12%             | 3%             |

## 投票率

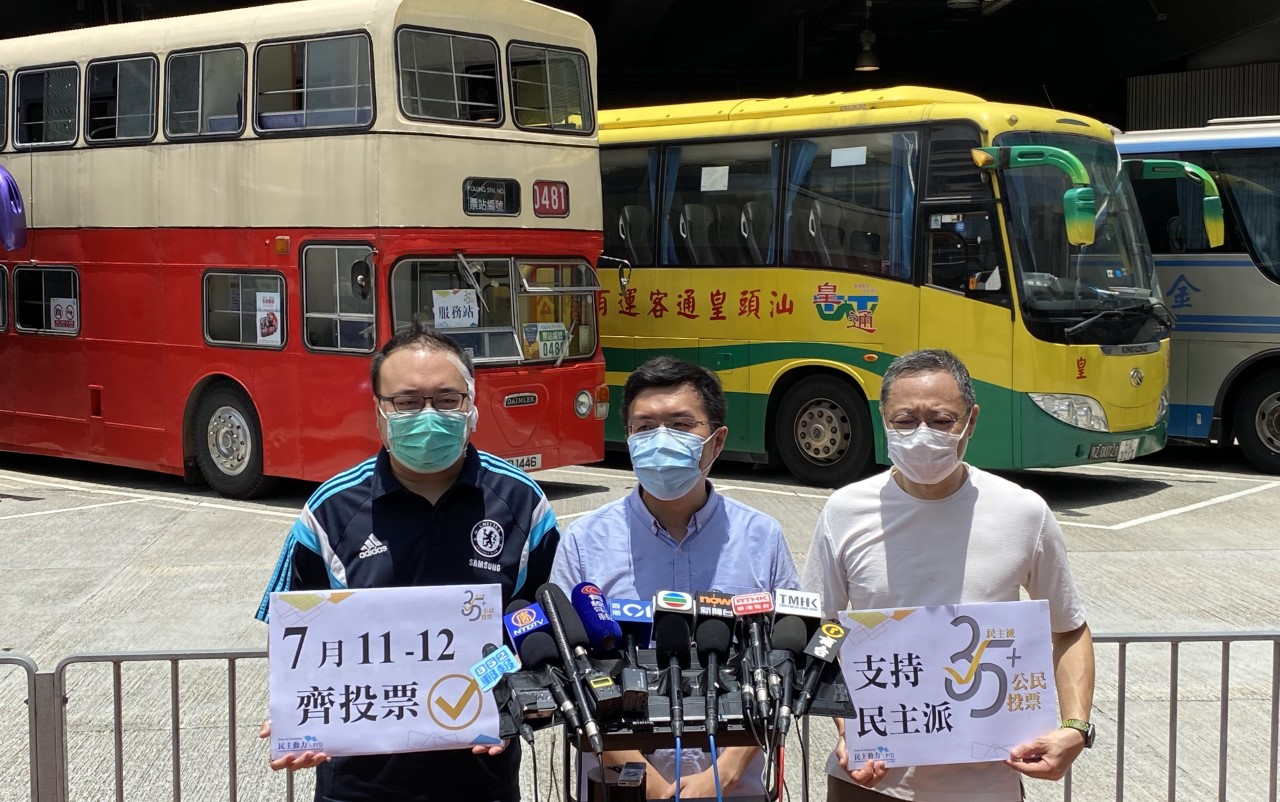
7月11日中午，负责统筹及协调初选的戴耀廷（右至左）、区诺轩、赵家贤，在西九龍站巴士總站投票站公布投票启动。後方有珍寶巴士改裝的投票服務站

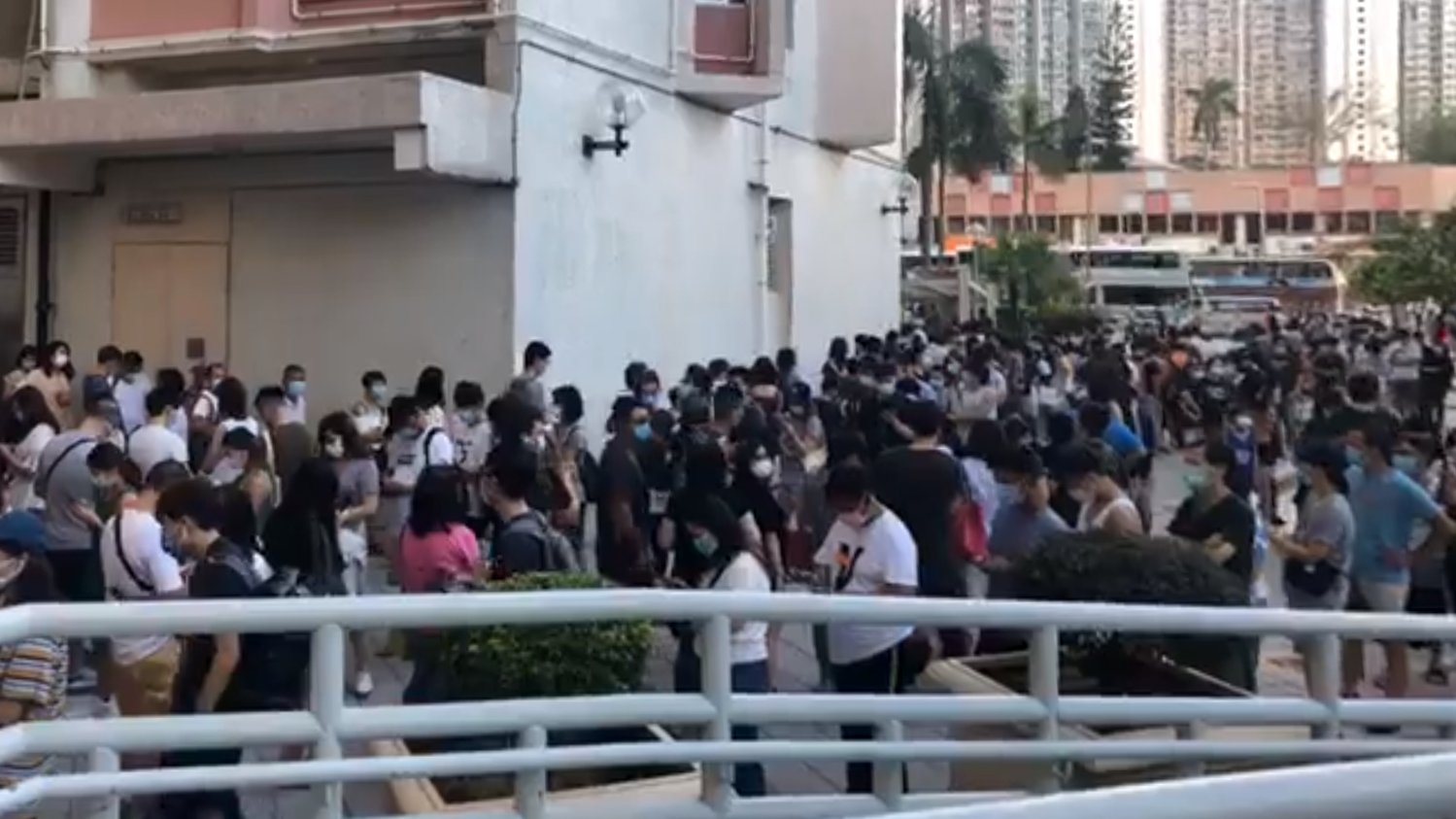
天水圍天瑞邨在下午高峰時有逾400人等候投票

7月11日為投票首天，有234,547人次以電子方式投票，遠超戴耀廷定下的17萬目標。其中天水圍天瑞邨票站更在晚上近投票結束時仍有逾200人等候投票，高峰時有逾400人等候。而大埔中心下午投票的人龍一度長達300米，高峰時約有500人排隊，有市民在炎熱的天氣下排了近1小時才能投票。中產屋苑太古城亦有大批市民排隊投票，而太子的「基隆茶餐廳」改為票站，雖然每天會損失約兩萬元生意額，但老闆娘不介意。
7月12日，位於沙田第一城的投票站投入運作，早上9時許已有過百名市民排隊，屋苑保安在場維持秩序。警員一度到該票站登記負責人身分證及個人資料。而大埔廣場和天水圍天瑞邨票站繼續有排隊人龍等候投票。不過到晚上，大埔中心票站外一度有大批防暴警到場，氣氛一度緊張。到深夜，負責協調民主派初選的前議員區諾軒公佈總投票人數突破61萬，大約是民主派2019年區議會選舉取得的35%票數。

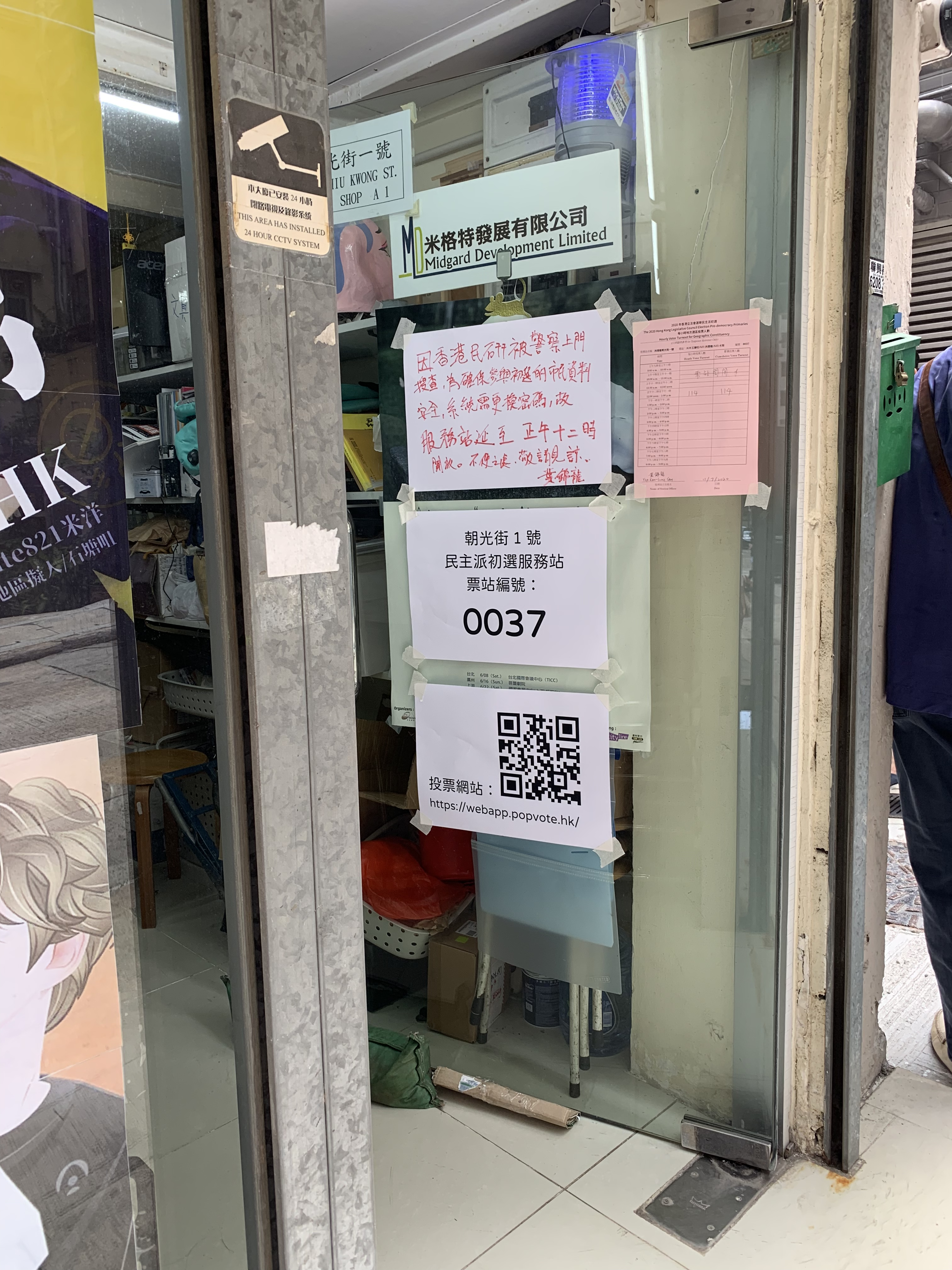
投票首日，西環的票站展示延遲開放通吿。
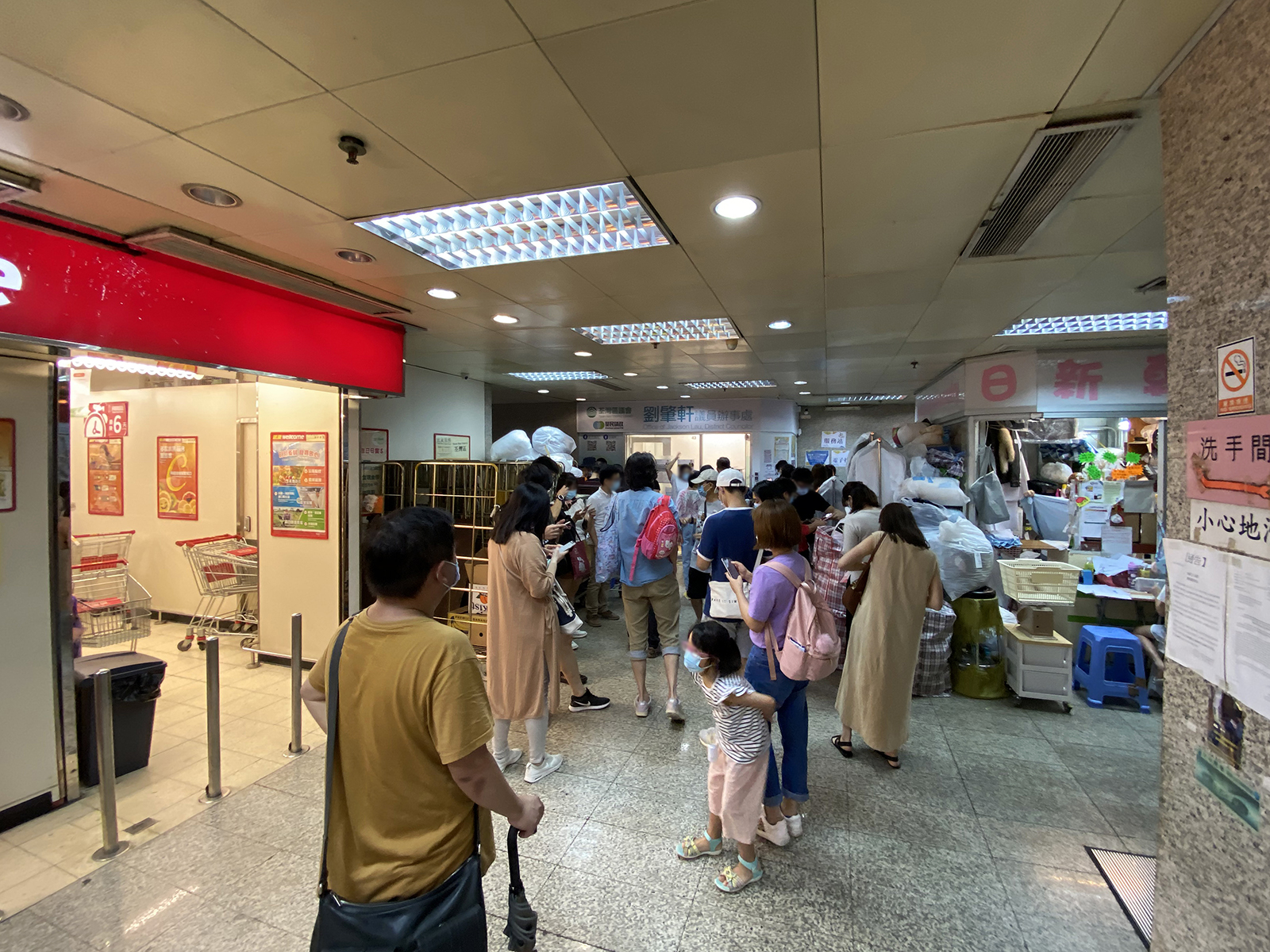
荃灣的票站有不少人投票
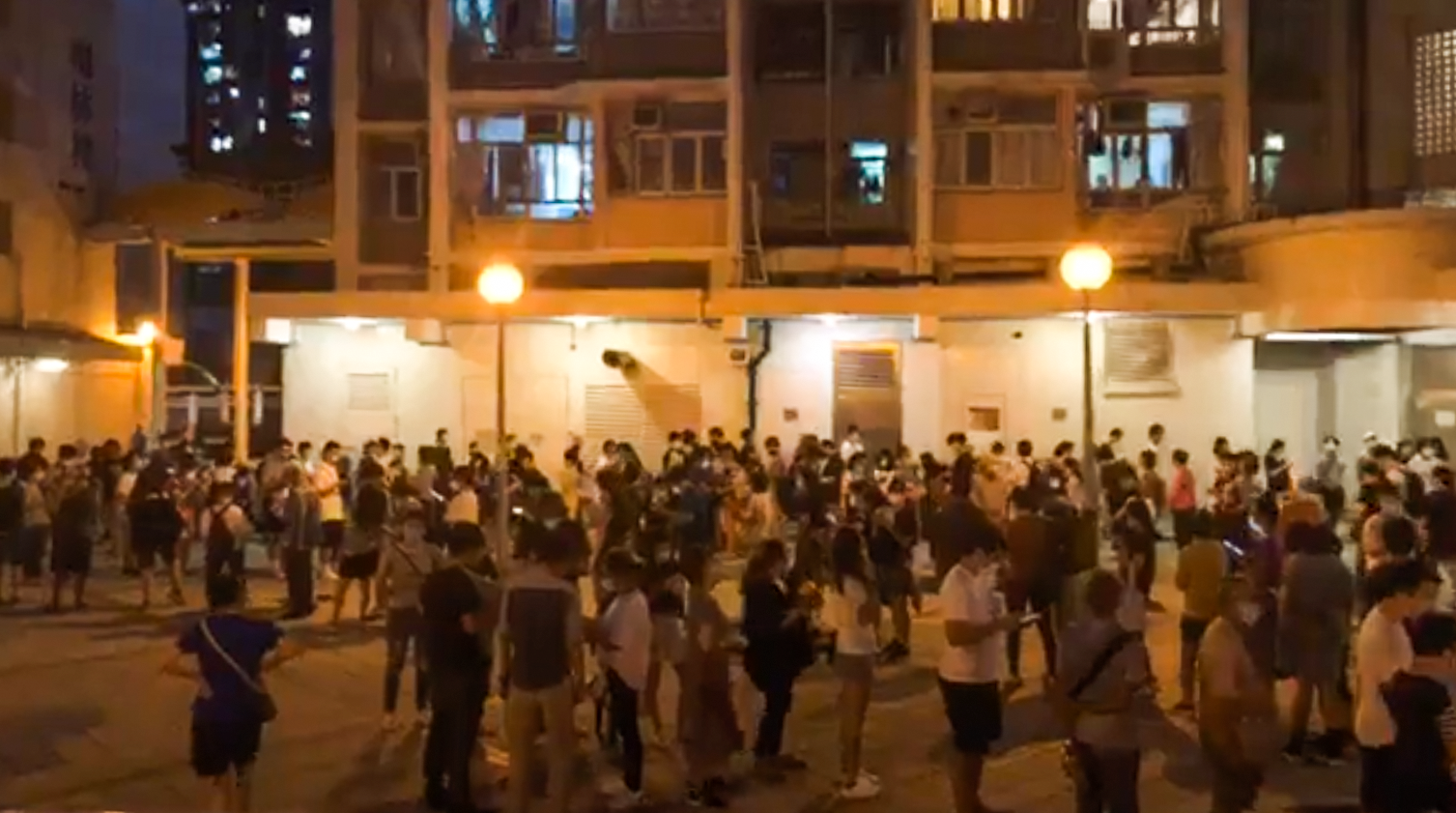
晚上，天瑞邨票站仍有大量市民等候投票
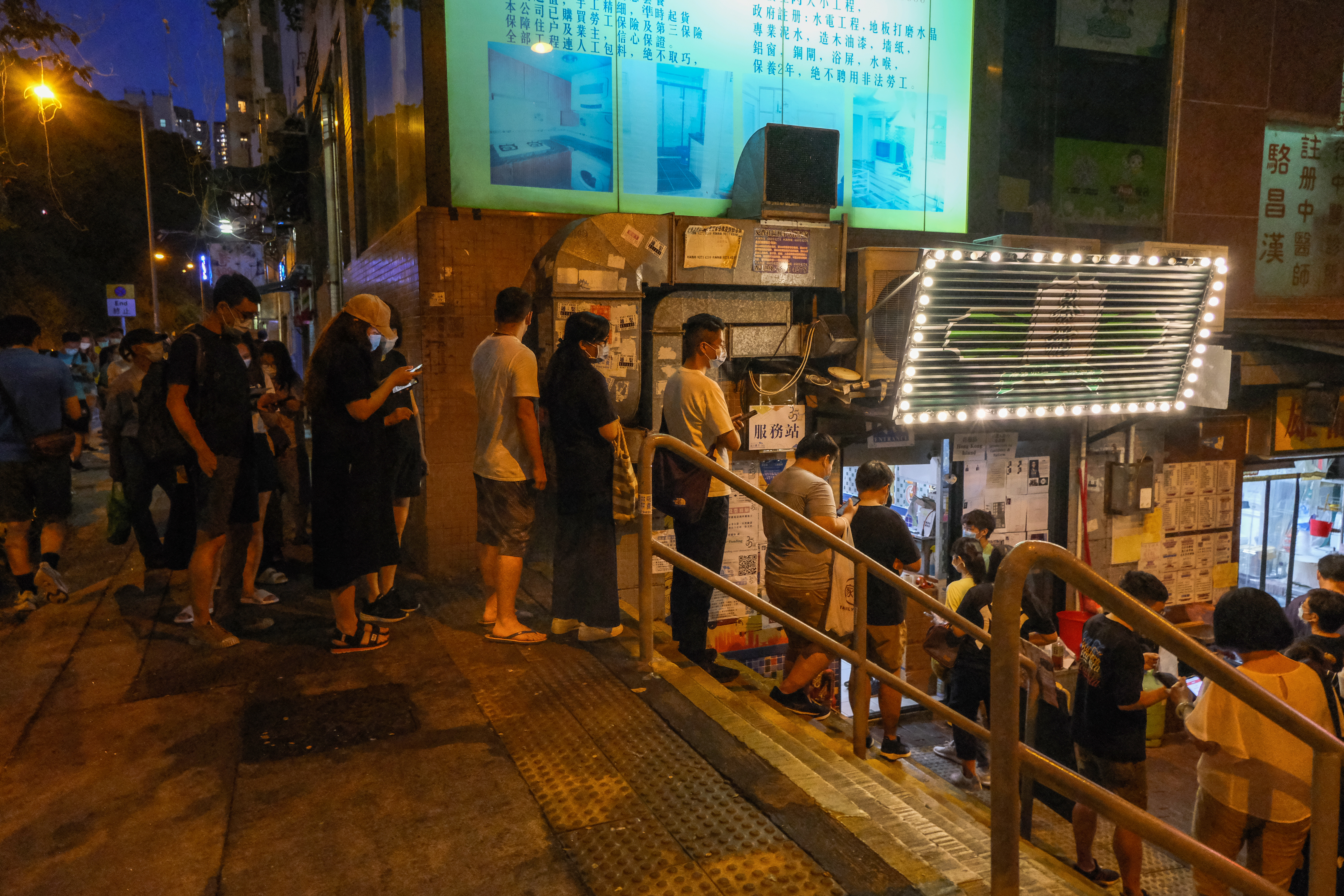
晚上，在香港仔票站有不少市民排隊等候投票
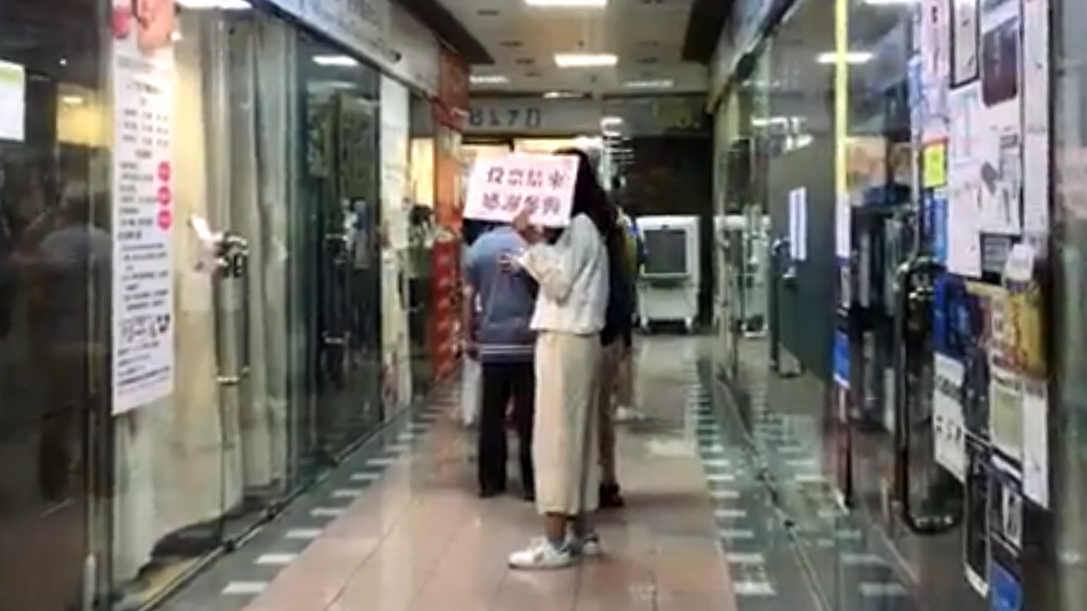
晚上9時，將軍澳慧安商場票站投票結束，義工舉起「投票結束 感謝參與」牌
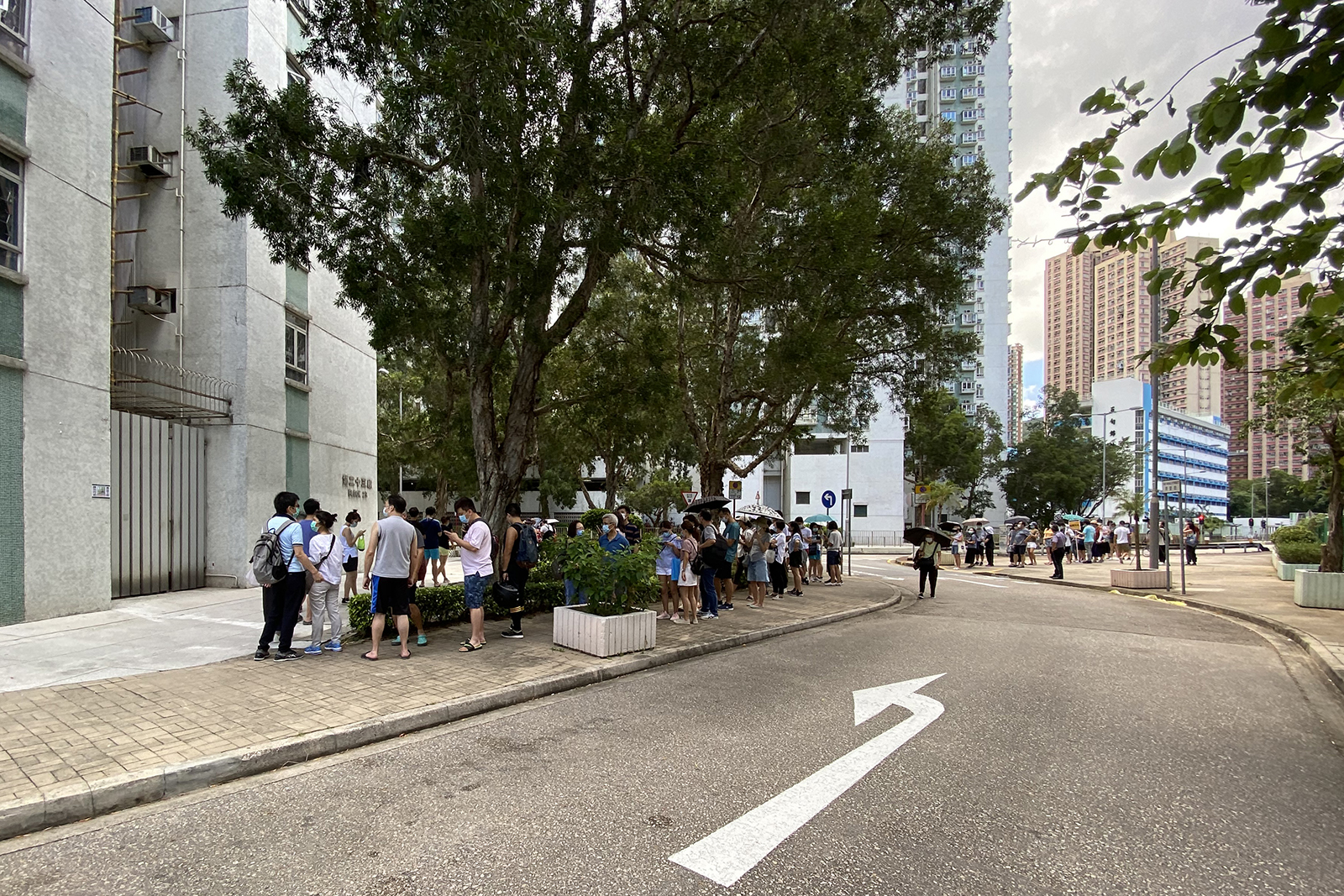
7月12日，沙田第一城的投票站投入運作，早上已有過百名市民排隊
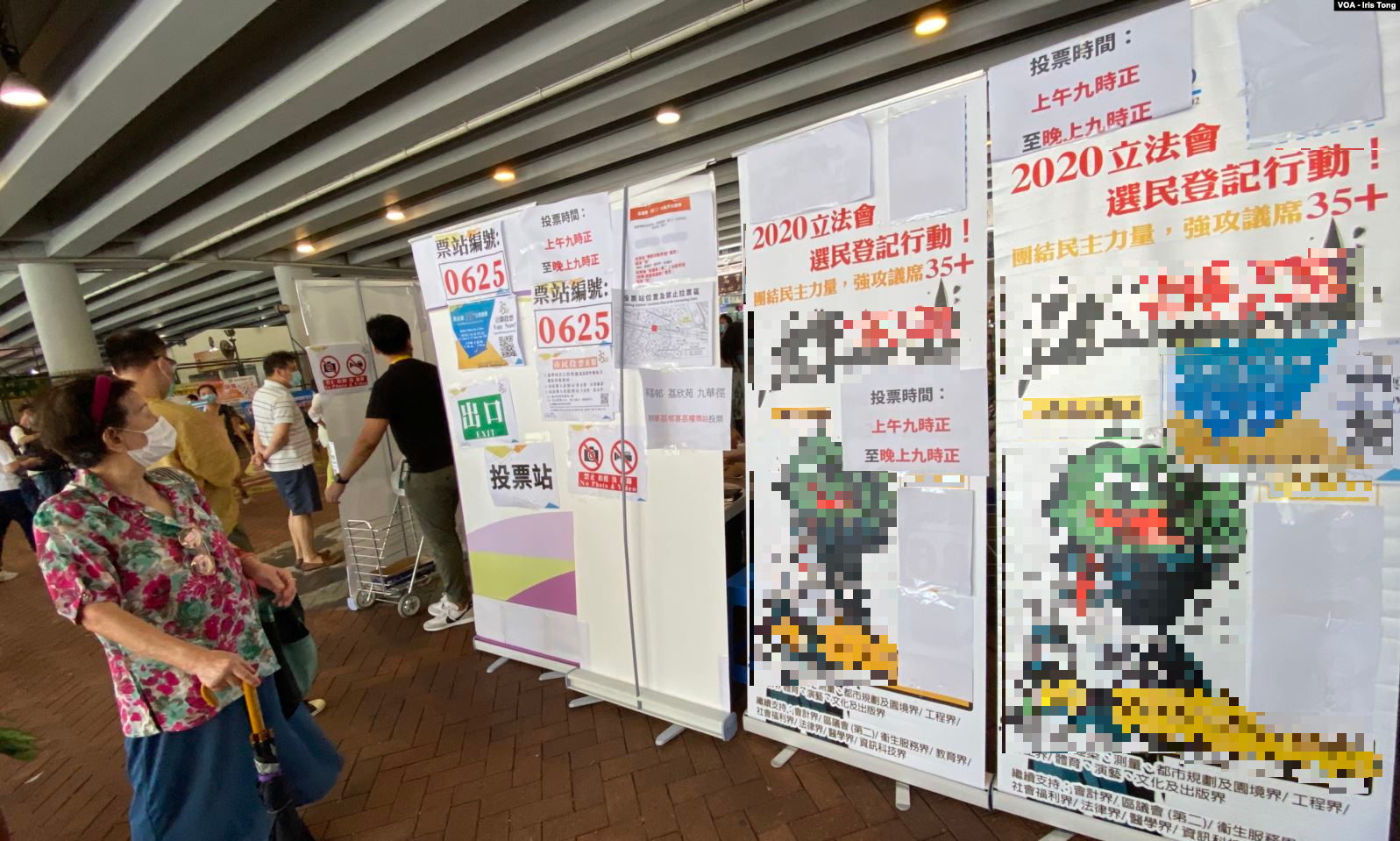
在美孚，為避免受到干擾而設在行車天橋底的票站

| 時間                   | 電子投票 | 電子投票   | 電子投票     | 紙張投票 | 註     |
| 時間                   | 人數     | 全港投票率 | 民主派投票率 | 人數     | 註     |
| ---------------------- | -------- | ---------- | ------------ | -------- | ------ |
| 14:00                  | 34,000   | 0.76%      | 2.03%        |          | [ 55 ] |
| 15:00                  | 59,747   | 1.34%      | 3.56%        |          | [ 56 ] |
| 18:00                  | 137,806  | 3.09%      | 8.22%        |          | [ 57 ] |
| 21:00                  | 228,983  | 5.14%      | 13.65%       |          | [ 58 ] |
| 首日累計 （截至23:25） | 234,547  | 5.26%      | 13.99%       |          | [ 59 ] |
| 13:00                  | 318,184  | 7.14%      | 18.97%       | >10,000  | [ 60 ] |
| 15:00                  | 377,634  | 8.48%      | 22.52%       | >10,000  | [ 61 ] |
| 16:00                  | 412,478  | 9.26%      | 24.60%       | >10,000  | [ 62 ] |
| 17:00                  | 447,923  | 10.05%     | 26.71%       | >10,000  | [ 63 ] |
| 18:30                  | 500,002  | 11.22%     | 29.81%       | >10,000  | [ 64 ] |
| 20:00                  | 547,318  | 12.28%     | 32.64%       | >10,000  | [ 65 ] |
| 21:00                  | 581,969  | 13.06%     | 34.70%       | >10,000  | [ 66 ] |
| 22:00                  | 592,196  | 13.29%     | 35.31%       | ≈21,500  | [ 67 ] |
| 兩日累計               | 592,211  | 13.29%     | 35.31%       | ≈21,500  |        |
| 最終有效選票           | 583,180  | 13.09%     | 34.77%       | 21,480   |        |

## 選舉結果

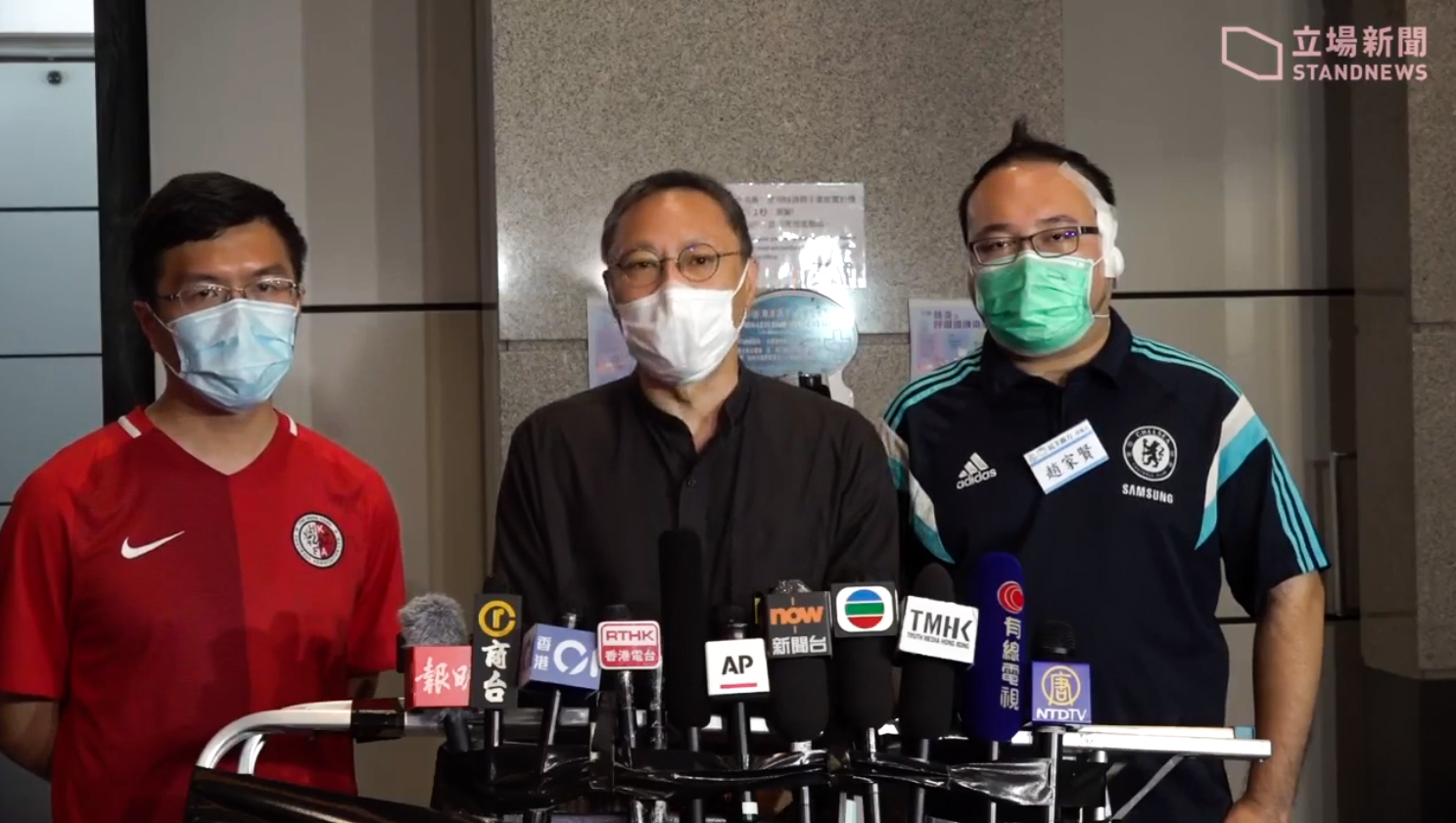
民主派初選結束，戴耀廷（中）、區諾軒（左）、趙家賢（右）見記者

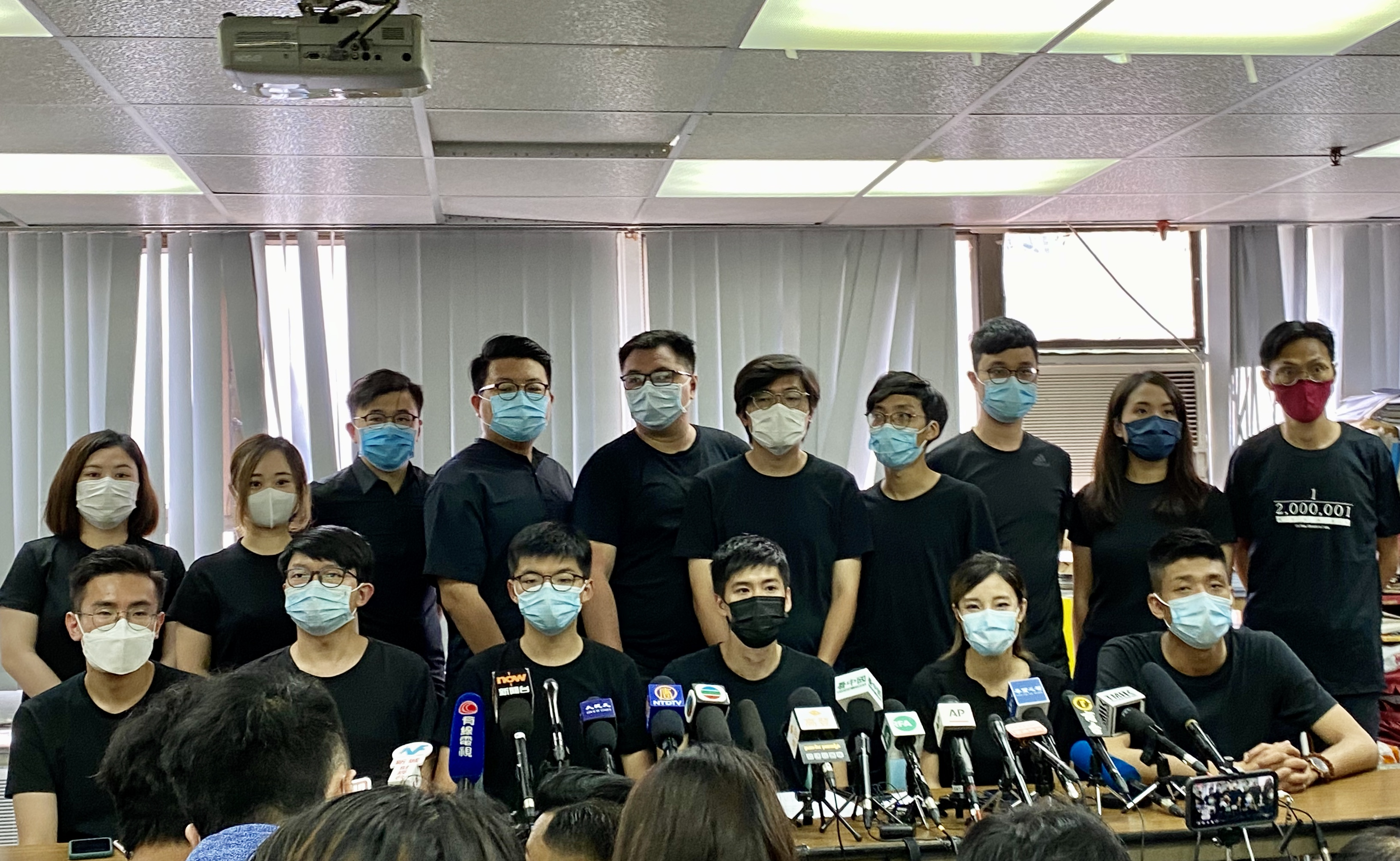
7月16日，16名抗爭派共同召開記者會，望與泛民謀合作

初選結果，共有9個政黨或組織取得參與九月正式選舉的資格，分別是民主黨（6）、公民黨（4）、人民力量（2）、屯門社區網絡（1）、社會民主連線（1）、天水連線（1）、新民主同盟（1）、香港本土（1）、民協（1）。
多名本土派候選人如劉頴匡、黃子悅、李嘉達、鄒家成、屯門社區網絡張可森、天水連線伍健偉成功出線。而六名抗爭派候選人，袁嘉蔚、岑敖暉、張崑陽、黃之鋒、何桂藍、現任立法會議員朱凱廸進行聯合宣傳，均以各區初選中為首兩名出線；人民力量兩張名單也以第四名順利出線。
香港本土議員毛孟靜於九龍西以9,308票得第三名出線，新民主同盟在新界東和新界西選區分別派出范國威和譚凱邦出選，結果譚凱邦未能出線，而范國威則得第7名，與第8名的呂智恆相差只有百多票，最終范國威取得最後一個出選名額。
傳統民主派表現未如理想，其中，民主黨尹兆堅、林卓廷以同區較低票數入圍，而民主黨胡志偉及公民黨鄭達鴻、郭家麒在其選區內以最低票勝出，民主黨黃碧雲及專業議政李國麟則低票落敗；主打左翼、民生及基層路線的社會民主連線、民協亦於九龍西成功出線，而工黨則全軍覆沒。其中，社會民主連線於九龍西推派該黨副主席岑子參與初選，更以25,670票成為當區票王，遠超四年前，黨友吳文遠於同區大選所得的6,811票；同樣參與九龍西初選的民協深水埗區議員何啟明則獲7,791票，以120票之差險勝半島連線馮達浚名單的7,671票。

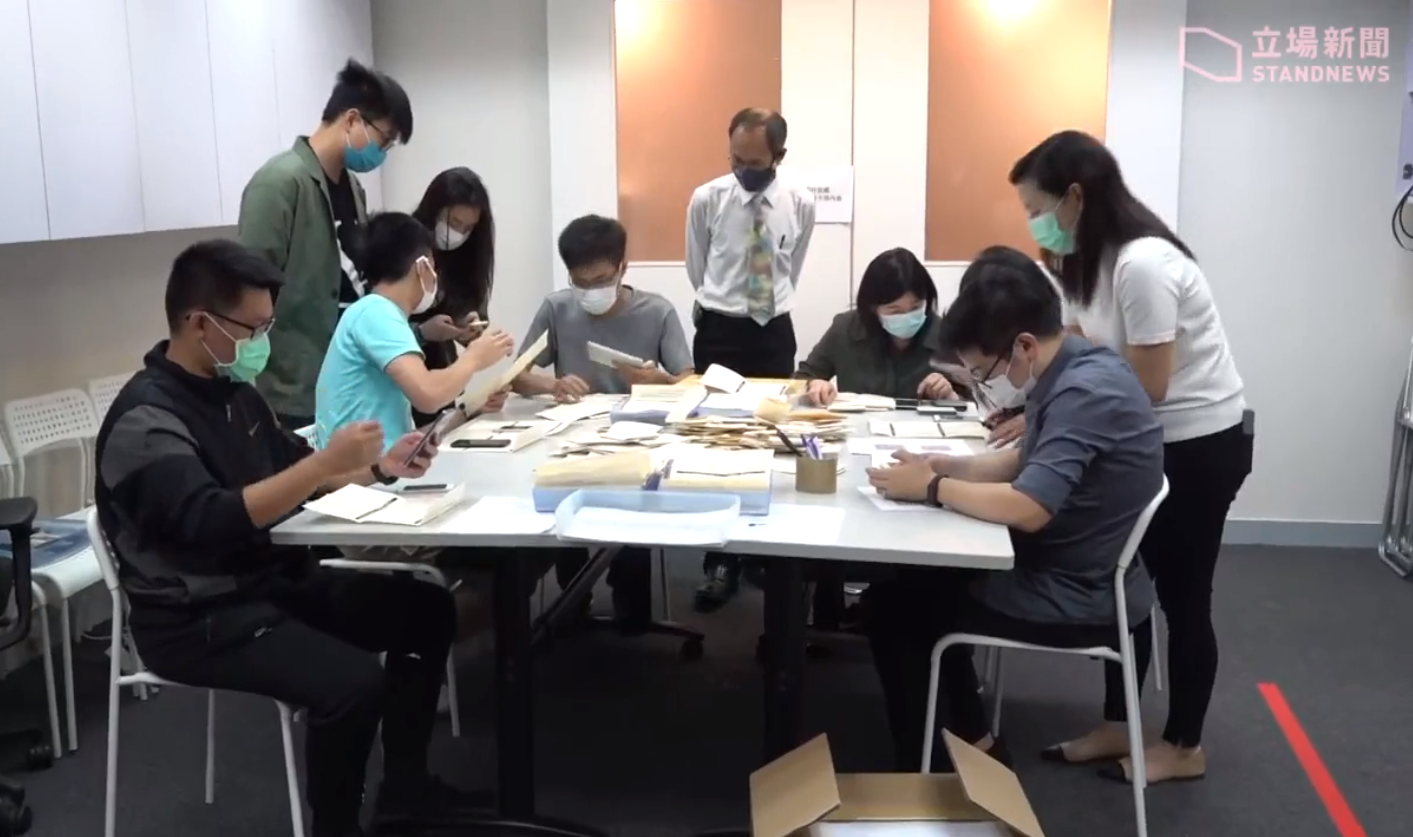
民主派在7月13日凌晨於香港民意研究所進行初選點票，期間香港民意研究所主席及行政總裁鍾庭耀到場視察

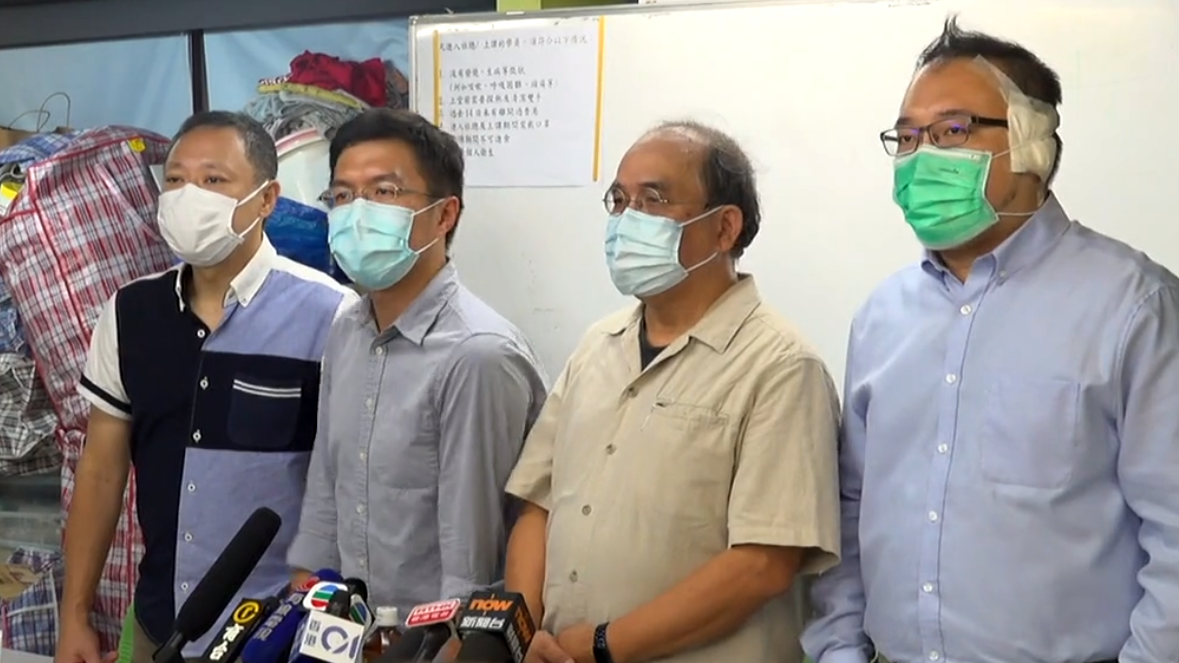
7月13日晚上，公布民主派初選初步結果

^若參選人隸屬多於一個政黨或組織，以首個為準；考慮實際黨籍為優先
| 政黨或組織^ | 政黨或組織^    | 政黨或組織^    | 政黨或組織^ | 地方選區票數 | %      | % ±          | 提名名單 | 出線名單 | ± |
| ----------- | -------------- | -------------- | ----------- | ------------ | ------ | ------------ | -------- | -------- | - |
|             |                | 其他民主派     | 其他民主派  | 223,687      | 36.99% | ▲12.79       | 18       | 9        |   |
|             | 民主黨         | 民主黨         | 77,251      | 12.77%       | ▼8.83  | 7            | 6        |          |   |
|             | 公民黨         | 公民黨         | 73,054      | 12.08%       | ▲3.63  | 5            | 4        |          |   |
|             | 本土派         | 本土派         | 41,901      | 6.93%        | -      | 3            | 3        |          |   |
|             | 屯門社區網絡   | 屯門社區網絡   | 35,513      | 5.87%        | ▲4.68  | 1            | 1        |          |   |
|             | 社會民主連線   | 社會民主連線   | 34,962      | 5.78%        | ▲5.28  | 2            | 1        |          |   |
|             | 人民力量       | 人民力量       | 28,081      | 4.64%        | ▲4.15  | 2            | 2        |          |   |
|             | 天水連線       | 天水連線       | 20,525      | 3.39%        | ▲2.44  | 1            | 1        |          |   |
|             | 新民主同盟     | 新民主同盟     | 15,021      | 2.48%        | ▼2.76  | 2            | 1        |          |   |
|             | 工黨           | 工黨           | 10,860      | 1.80%        | ▲0.12  | 1            | 0        |          |   |
|             | 香港本土       | 香港本土       | 9,308       | 1.54%        | ▲1.32  | 1            | 1        |          |   |
|             | 民協           | 民協           | 8,776       | 1.45%        | ▼3.15  | 2            | 1        |          |   |
|             | 柴灣起動       | 柴灣起動       | 7,974       | 1.32%        | ▲0.93  | 1            | 0        |          |   |
|             | 半島連線       | 半島連線       | 7,671       | 1.27%        | ▲0.97  | 1            | 0        |          |   |
|             | 灣仔起步       | 灣仔起步       | 5,707       | 0.94%        | ▼0.06  | 1            | 0        |          |   |
|             | 彭卓棋港島團隊 | 彭卓棋港島團隊 | 2,880       | 0.48%        | ▼0.13  | 1            | 0        |          |   |
|             | 醫管局員工陣線 | 醫管局員工陣線 | 2,493       | 0.41%        | -      | 1            | 1        |          |   |
|             | 區政聯盟       | 區政聯盟       | 1,489       | 0.25%        | ▼0.81  | 1            | 0        |          |   |
|             | 專業議政       | 專業議政       | 218         | 0.04%        | -      | 1            | 0        |          |   |
| 總計有效票  | 總計有效票     | 總計有效票     | 總計有效票  | 604,660      | 13.57% | 總計出線名單 | 30       | 不適用   |   |
| 廢票        | 廢票           | 廢票           | 廢票        | 2,101        |        |              |          |          |   |
| 總計        | 總計           | 總計           | 總計        | 606,761      |        |              |          |          |   |
| 登記選民    | 登記選民       | 登記選民       | 登記選民    | 4,455,331    |        |              |          |          |   |

## 選前及選舉時事件

### 簽署共同綱領
負責協調的港大法律系副教授戴耀廷解釋為避免政府有取消資格藉口，初選不要求參與者簽署共同綱領。多名民主派人士以「抗爭派」名義發布由鄒家成、張可森、梁晃維發起的「墨落無悔 堅定抗爭」聲明，指初選協調會議中達成共識的共同綱領是參選人的合作基礎，呼籲有意參與初選人士簽署立場聲明書，表明認同「五大訴求，缺一不可」，承諾當選後運用否決財政預算案等權力，迫使特首回應五大訴求。其後，民主黨指該黨早已承諾會運用否決預算案等權力，不考慮簽署聲明書。公民黨則稱已加入聯署聲明。截至6月11日晚上8時，另有33民主派人士簽署承諾書。戴耀廷其後就未有於公布決定前諮詢道歉，又表示若他無法再得到信任，將不再適合統籌是次公民投票。

### 初選成效和目的
熱血公民表明不會參與初選，該黨立法會議員鄭松泰質疑初選只是讓民主派陣營「分餅仔」，不符民主基本意思，稱熱血公民會照常參選照顧「同道中人」的選民。
屯門區議員巫堃泰質疑初選成效，指未必會參與初選，又認為棄選「從來比初選來得可靠」，並批評過去數十年泛民領袖錯判時局，但沒有自省和道歉，指傳統民主派需要「自省其身，時代和解」才有合作條件。
李伯盧發起「三投三不投」聯署，呼籲選民在初選、立法會選舉投票，並投票給初選獲選的候選人，以及不投票予不支持、不參與、不服從初選的候選人。他認為若選民跟隨這些原則，民主派可取得23席直選議席。
2020年6月19日，街工宣佈參選名單，參與初選，但盧藝賢認為在初選落敗也可參加正式立法會選舉，亦明言街工即使落敗也有機會參選。多名新界西初選協調會成員發表聯合聲明表示街工的說法有違初選協議，使初選的公信力下降。最終街工沒有報名參與初選。
7月10日，民建聯到政府總部外請願，指每個人都應該要有平等參選機會，批評初選令一些人沒有資格參選。

### 教育界初選
北區區議員蔣旻正有意參選教育界功能界別，又批評教協對會否否決財政預算案含糊其詞，認為選民有權選擇是否「攬炒」。他表示自己願意參與初選，但他曾與教協聯絡，當時教協拒絕。教協會長馮偉華回應指，數月前已完成會員諮詢，支持現任議員葉建源尋求連任，又指與蔣旻正會面時，對方未有交代如何舉行初選，只說待戴耀廷處理，但其後戴耀廷未有聯絡他們，現時時間緊迫，難以安排初選。蔣旻正指說法誤導、推卸責任，表示是教協主動聯絡戴耀廷，表明不會參與初選。馮偉華再回應時指，忘記戴耀廷曾聯絡教協，但當時沒有談及初選事宜，而及後教協有向戴耀廷解釋不參與初選原因，戴耀廷表示理解。

### 呂智恆發文炮轟
6月11日，有意參選新界東的呂智恆在其個人Facebook上發表聲明，譴責戴耀廷及其初選計劃，稱“泛民初選機構變成另一個民動大台，沒有公平，公正的初選，我唯有杯葛”，認為戴耀廷宣佈民主派初選不會簽署共同綱領是向政府妥協，因共同綱領可能會使政府取消參選人資格，傳統泛民認為不應簽訂，但本土派及素人則堅持要求，雙方堅持不下，後者認為簽署共同綱領，可以防止有人變節，認為不想讓中共有藉口 DQ 的做法是「自我政治審查」。隨後呂智恆發文，接受戴耀廷道歉，並表示以大局為重。

### 私隱及法律爭議
政制及內地事務局局長曾國衛在7月9日接受傳媒訪問時指初選可能違反港區國安法，呼籲市民慎重考慮有關風險。香港大學法律學院副教授戴耀廷則稱以常理解讀香港法律，不能看到初選違法；新民黨主席葉劉淑儀亦指不明白為何參與初選也會違法。
7月9日，私隱專員公署主動就初選發聲明指「公投」在港無憲制基礎及法律效力。政府表示按《基本法》和香港法律體系沒有公投制度，故「公投」沒有憲制基礎及法律效力。公署提醒該活動如可能涉及個人資料的收集、使用、轉移、保安和銷毀等，必須以嚴謹和負責任的方法處理。投票程式或網站的設計和使用應以貫徹私隱的方式來設計、以端對端方式處理資料，資料的儲存、靜止、運送途中需加密，並進行私隱影響評估（Privacy Impact Assessment）。在收集個人資料前，需確保以合法及在所有情況下屬公平的方式收集、告知參與市民活動的性質、目的和合法性，而資料的收集對該目的是必需或直接與該目的有關的。
7月10日晚上，戴耀廷獲告知不能用選舉事務處的選民資料網上查閱系統截圖來證明選民身分，需要用其他住址證明去核實身份，原因是受《選舉管理委員會(選民登記)(立法會地方選區)(區議會選區)規例》第22(3)條及《選舉管理委員會(登記)(立法會功能界別選民)(選舉委員會界別分組投票人)(選舉委員會委員)規例》第42(3)條限制。由於不能驗證衛生服務界選民身份，因此戴耀廷指衛生服務界選初選結果「只作參考」。
而於同日，民建聯請願指民主派使用公帑舉辦初選，又指區議員使用議員辦事處作為投票站，有違《選舉活動指引》。民建聯立法會議員周浩鼎表示，疫情最近再次爆發，限聚令目前亦繼續生效，而民主派舉辦初選，導致大量人群聚集，可能增加社區傳播風險，質疑可能違反限聚令。

### 警搜香港民意研究所

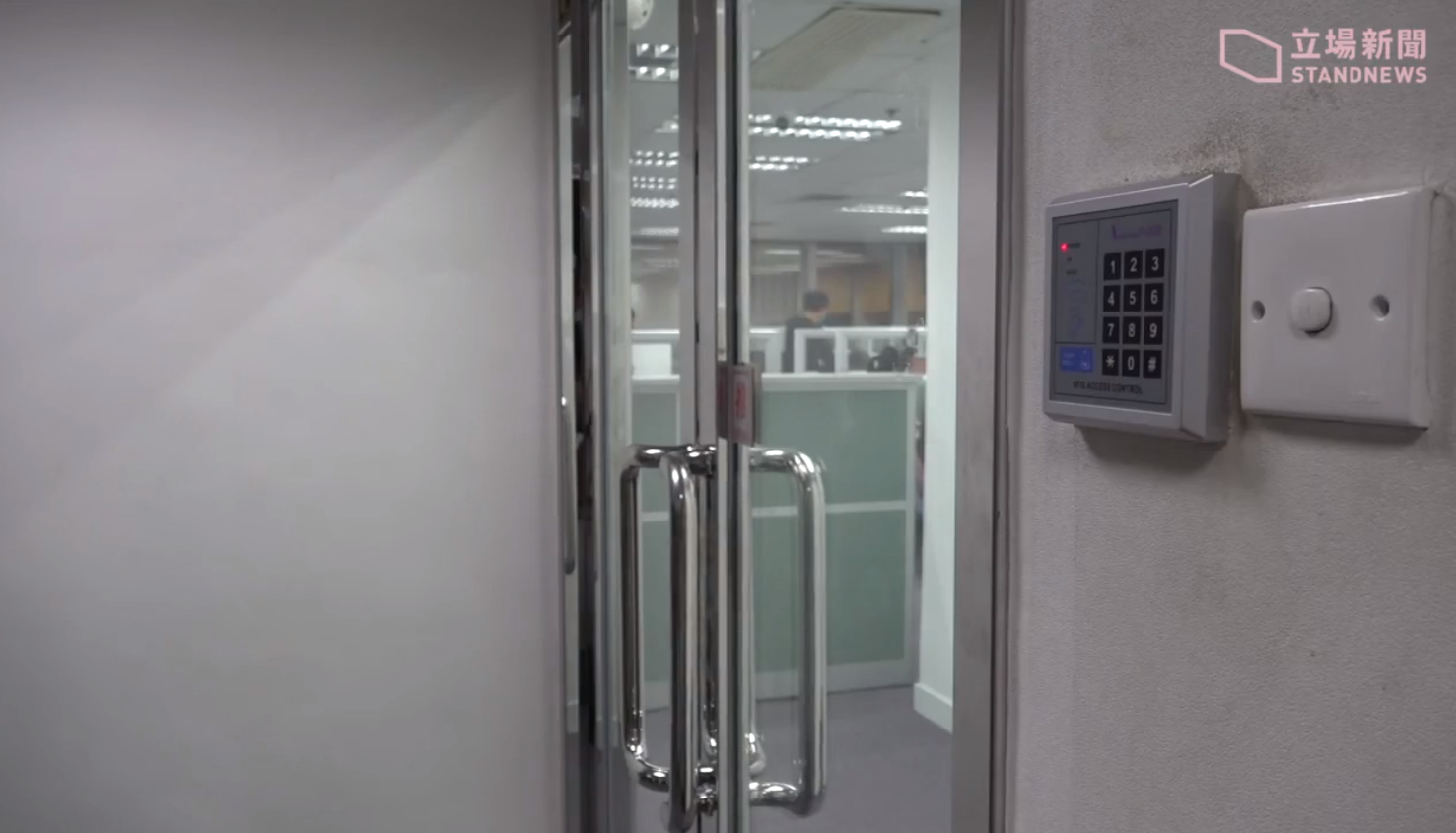
警持手令搜查香港民意研究所

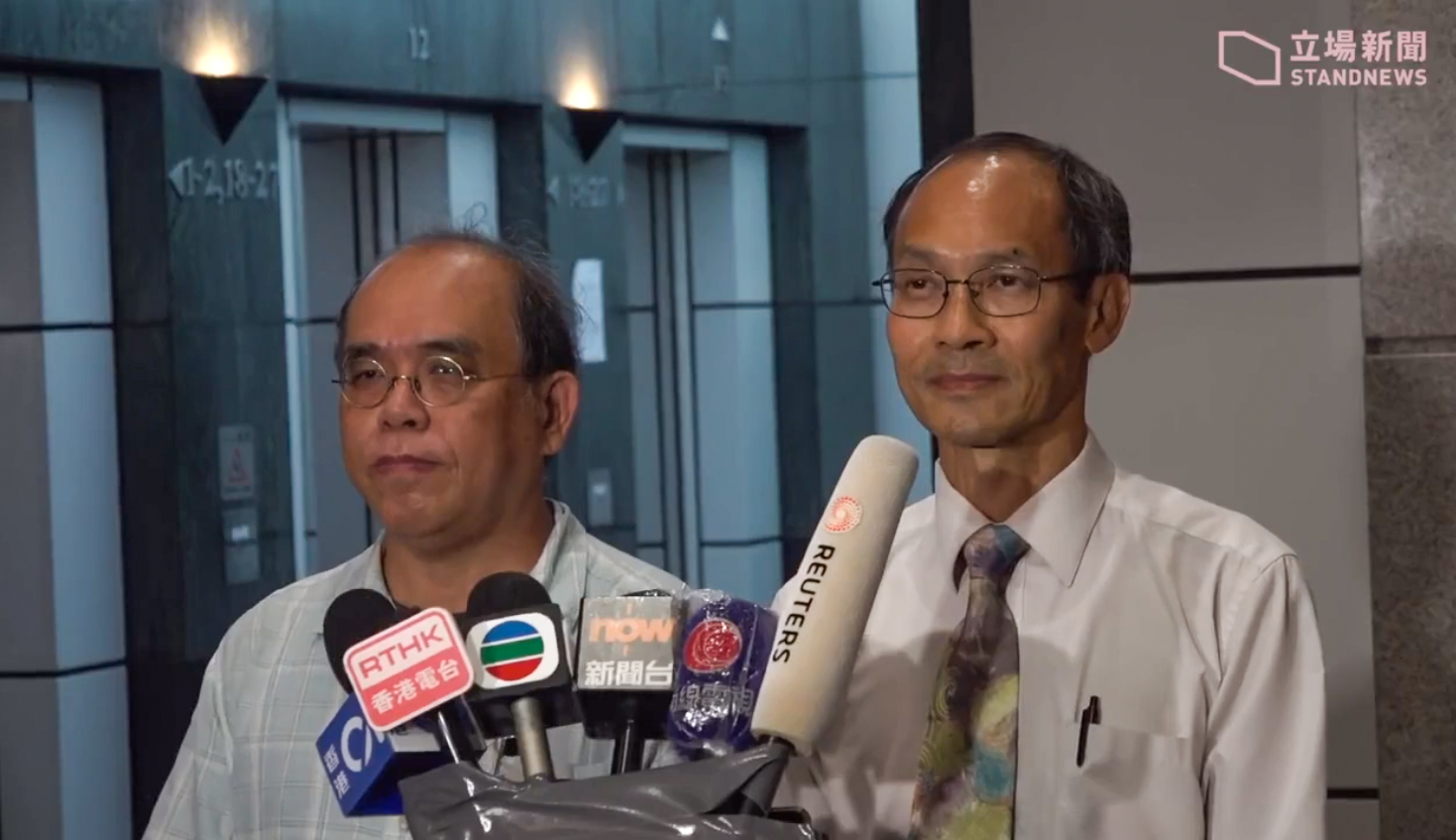
凌晨近1時，香港民意研究所主席鍾庭耀（右）和副行政總裁鍾劍華（左）見記者

在初選前一日（10日）的晚上，警方網絡安全及科技罪案調查科人員持搜查令，到受委託設計初選投票系統的香港民意研究所位於黃竹坑總部進行搜查，稱懷疑有人不誠實使用電腦，要檢走所有電腦。警方表示接獲市民報案，懷疑有市民（包括警員）的資料外洩，行動中無人被拘捕。到凌晨約3時，警方才離開香港民意研究所總部。記者問警方搜查是否涉及打壓初選，鍾庭耀指初選「絕對合法」和一個和平理性非暴力的民意表達工具，希望香港人用民主精神，展示給全世界人知道，香港人是可以行使民主。而初選投票的系統可如常運作。副行政總裁鍾劍華指警方行動讓整個事前工作已大受影響，認為警方更應調查所謂「黑客」的真偽。

### 選舉時衝突

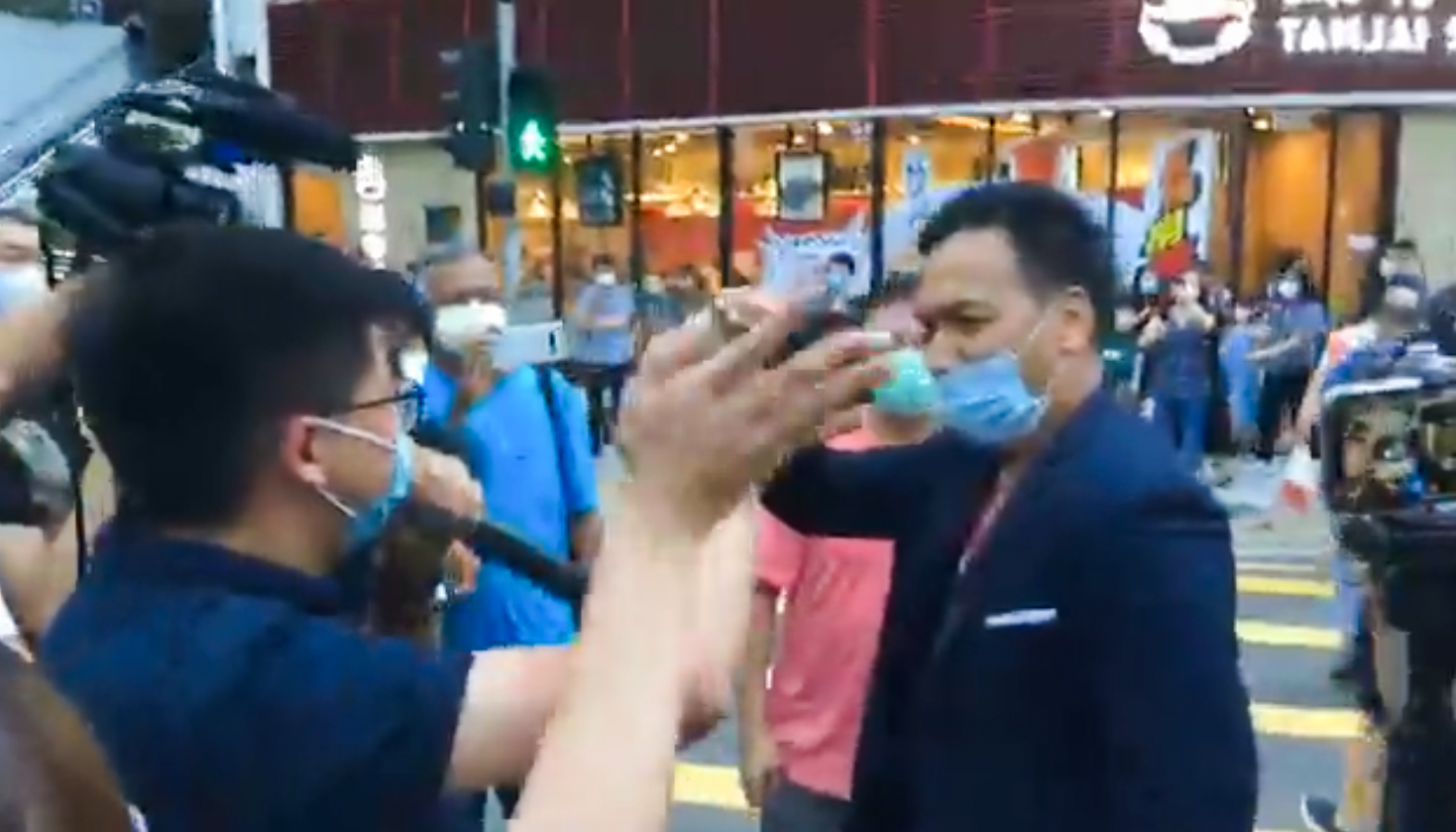
7月11日傍晚6時許，前香港眾志秘書長黃之鋒在太古康怡廣場外為袁嘉蔚拉票期間，建制派KOL「大波Man」石房有現身踩場

7月11日樂富站外，公民黨女義工被多名不同政見的人士以雨傘襲擊，義工無須送院，一名81歲婦人被捕。而傍晚6時許，前香港眾志秘書長黃之鋒在太古康怡廣場外為袁嘉蔚拉票期間，建制派KOL「大波Man」石房有現身踩場，手持電話拍攝並指罵黃之鋒為「漢奸走狗」，又指對方剛剛才「拎2,000萬買樓」。擾攘約10分鐘後，在場人士指罵石房有，其後自行離開現場。另外，乙明邨票站有警員記錄議員助理的身分證資料；荃灣福來邨票站亦因房委會投訴而停止運作1小時。
初選使用民主黨尹兆堅議員辦事處作為友愛邨的票站，工黨屯門區議員林健翔指尹未有遮蓋辦事處招牌，亦有網上言論指他「出古惑」，初選發起人區諾軒在社交媒體回應指指引只要求遮蓋辦事處內標語及宣傳品。尹則指收到遮蓋要求後，已在兩小時內完成，強調這是比指引做得更多，對網上指控表示失望。
初選第二天早上，在大圍站外有民主黨林卓廷的義工一聽聞鄒家成的助選團隊開咪便將播放林卓廷錄音的揚聲器調較至最大音量，以蓋過其他候選團隊用人聲「嗌咪」的聲音。在大圍美林邨的票站外，林卓廷名單的吳定霖指鄒家成的義工為「偽本土，偽勇武，在前線未見過」，引來眾人不滿。吳在區議會選舉時已經和鄒結怨，當時鄒因傷要坐輪椅拉票，吳指其為「扮可憐」。鄒下午到場對質，吳多番迴避。鄒指民主黨多年來出賣港人，吳回應指民主黨當年進入中聯辦「係做錯咗，但都係為香港人好」，更指「本土派同共產黨無分別」。期間有林卓廷的義工出手打人，情況稍有混亂，需要其他義工將所有人分開。
同日，楊岳橋、李予信等人在大埔廣場外見記者，遇上鄒家成的一名義工狙擊，批評公民黨支持民主回歸、斥楊岳橋去屆補選時稱「Over my dead body」但為何現在卻「生勾勾企喺度」（活生生地站在這裡），以及「公民黨賣香港」。陳淑莊反駁：「公民黨2006年先創黨，點樣支持民主回歸呀！」叫鄒的義工要做功課。楊岳橋亦反駁指「內會戰役」是由公民黨打出，公民黨議員在內會發言次數最多，郭榮鏗亦因此被港澳辦和中聯辦點名狙擊，反問「公民黨點樣賣香港」。其後楊岳橋被問到對被狙擊有何看法，他指任何人在選舉也有自由選擇如何表達自己的理念，又指民主派初選是向支持者展現何人最有能力和資格代表民主派挑戰保皇派，他不評論他人的言論和批評，但公民黨已清晰交代立場，並交由香港人以選票作出選擇。

### 重複投票疑雲及主辦方澄清
據東方日報報道，有市民在7月11日分別在鳳德邨及慈樂邨的票站投票皆顯示為成功投票，而慈樂邨票站工作人員更沒有核實投票人的住址證明和身份證資料，有人質疑存在重複投票及投票人身份的問題，削弱選舉結果的可信度，以及市民可能會因被別人冒充而失去投票權。主辦方回覆表示，會視重複投票為廢票，惟主辦方負責人之一的戴耀廷今早又稱是以投第1票為準，有人認為說法混亂。在初選前夕，有參與的政黨發出公開信批評初選過程有漏洞，包括投票者無法知悉有否被冒認身份重複投票、系統過分依賴票站人員操守，缺乏有效監察制度及人手，憂慮可能出現嚴重造假的事件，摧毁初選公正性，事後亦難追查及撥亂反正。至於戴耀廷則於同日早在社交網站回應，指投票人要出示身份證予票站工作人員審驗，故冒認身份重複投票的機會非常低，相關安排主要防止有人重複投票，而主辦方會以投第1票為準。東方日報認為，此舉是主辦方識圖操縱選舉，製造虛假聲勢。
對於有重複投票或一票多投的質疑，協調民主派初選的立法會前議員區諾軒表示，投票系統程式會進行核對，票站義工嚴守要求，再核對投票人身份和提供的資料。另外，點算紙張投票結果後，亦會再核對電子投票的資料，相信經多重把關，重複投票的情況可以減至零。香港民意研究所副行政總裁鍾劍華表示，50多萬張電子選票中，發現1000多張重複選票，已經將其剔除，至於紙票有2萬多張，需要時間核對選民身份，保證不會與電子選票重複。

## 各方回應

### 參選人

#### 溫和民主派

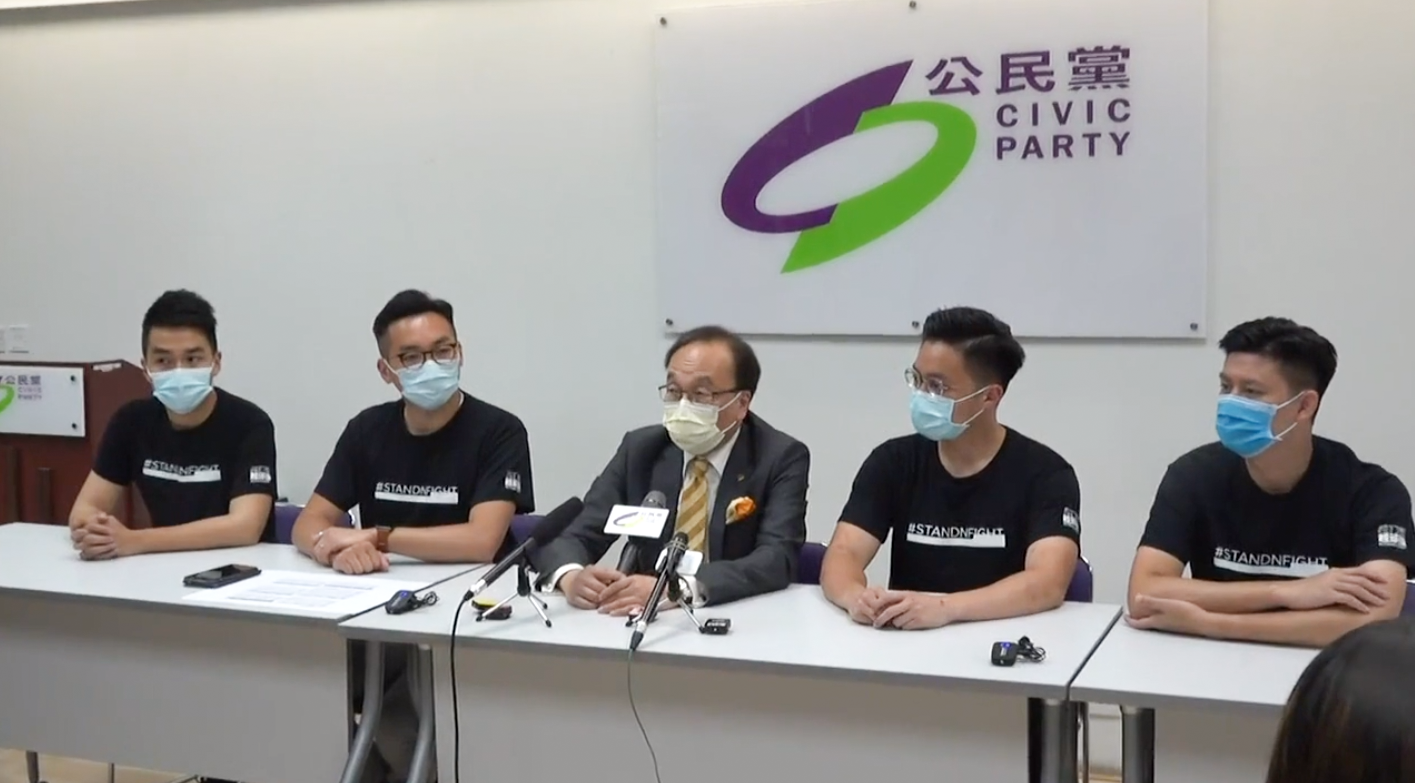
7月15日，公民黨宣布於區議會（第二）界別落敗的李予信將不會報名參加正式選舉，並承諾會協助四位勝選者

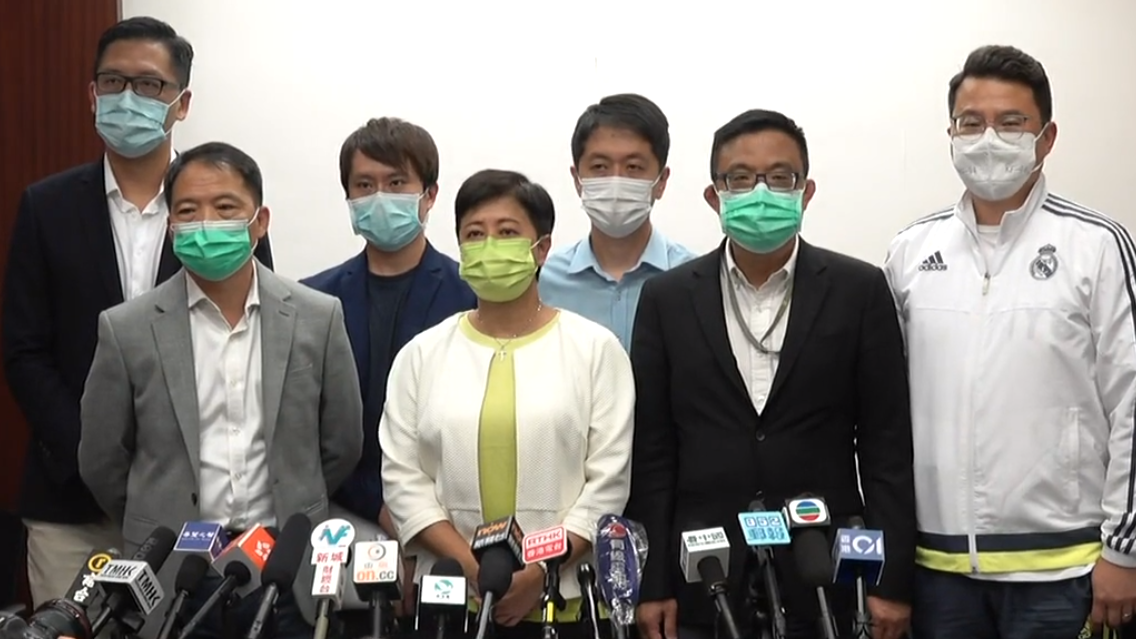
7月14日，民主黨黃碧雲承認初選落敗 不會報名參與9月立法會選舉

公民黨表示，感謝投票予該黨的逾7萬名選民，將尊重香港人的選擇，亦會理解初選結果並作檢討，並宣布於區議會（第二）界別落敗的李予信將不會報名參加正式選舉，並承諾會協助四位勝選者。民主黨所屬的九龍西初選候選人黃碧雲表示該黨九龍城區議員黃國桐早前為本土派候選人站台，黃形容黃國桐的舉動是「例外」，認為民主黨員應支持民主黨推派的候選人；黃又稱已獲16名民主黨區議員支持，並表示在初選結束後會以黨內系統處理此事。電子投票初步結果公布後，黃碧雲承認落敗，稱會尊重初選結果而不會報名參與9月立法會選舉，又指落敗是她個人不足，會深切檢討。
點算實體票後，參選九龍西的民協副主席何啟明票數反超前本土派馮達浚，躋身第四名，確定取得代表民主派參選立法會的資格。何啟明在Facebook中對選民的支持表示感謝，他在貼文中也感謝九龍西初選的其他候選人，又強調團結是「香港人最大的武器」。他亦坦言，初選結果涵蓋所有光譜才是最理想，否則可能令選民在九月投票時茫無頭緒。至於民協另一位候選人施德來在九龍東敬陪末席，未能獲得足夠的提名票數。
工黨僅於新界西推派吳敏兒出選，為當區初選順位第7名。由於，民主派初選共識於新界西派出名單數目為6張，這意味著吳敏兒落敗。因工黨於來屆立法會選舉將沒有代表出選，繼而在新一屆立法會中失去惟一的議席。吳敏兒表示坦然接受選舉結果，不會參選立法會選舉。她指，工黨失去議席後，曝光率會減少和較以往缺乏資源，亦無法以質詢政府官員、提出議案的方式直接推動勞工政策，但仍會繼續推動工運。吳認為不少人寄望工黨的代表可以在議會與工聯會直接抗衡，她慨嘆此畫面在來屆議會不再現。專業議政議員、衛生服務界初選落選人李國麟表示會服從初選結果，不會參加正式選舉。他接受《香港01》訪問時表示，當看到結果，自己只得到186票時，形容「自己都打咗個突」。他批評主辦單位於選舉前一天以法律原因宣佈不能採用選民資料截圖來驗證選民資格，認為主辦方並非只稱投票結果無約束力，應提出方法解決問題。
李芝融於新界東12隊中得票排最後一名，他接受《香港01》專訪時指從一開始已覺得自己會落選，但希望於初選帶出民生訴求。又指中聯辦在初選前一天指初選違法令他的支持者卻步。他指自己初選後將重返地區組織工作，為弱勢社群爭取權益。

#### 進步民主派
社會民主連線表示欣然接受市民選擇，強調必定遵從初選結果，正式聲明該黨將派出岑子出選九龍西，而梁國雄則不會出選新界東。社民連強調，縱使梁國雄不會參與9月的換屆選舉，但仍會在街頭上繼續與香港人站在一起，反抗暴政。
新民主同盟在新界東和新界西選區分別派出范國威和譚凱邦出選，根據電子選票結果，譚凱邦未能出線，而范國威則得第7名，結果范國威取得最後一個出選名額。譚凱邦則落選，呼籲支持者於大選轉投另外排名第一至六的出線名單。

#### 本土派

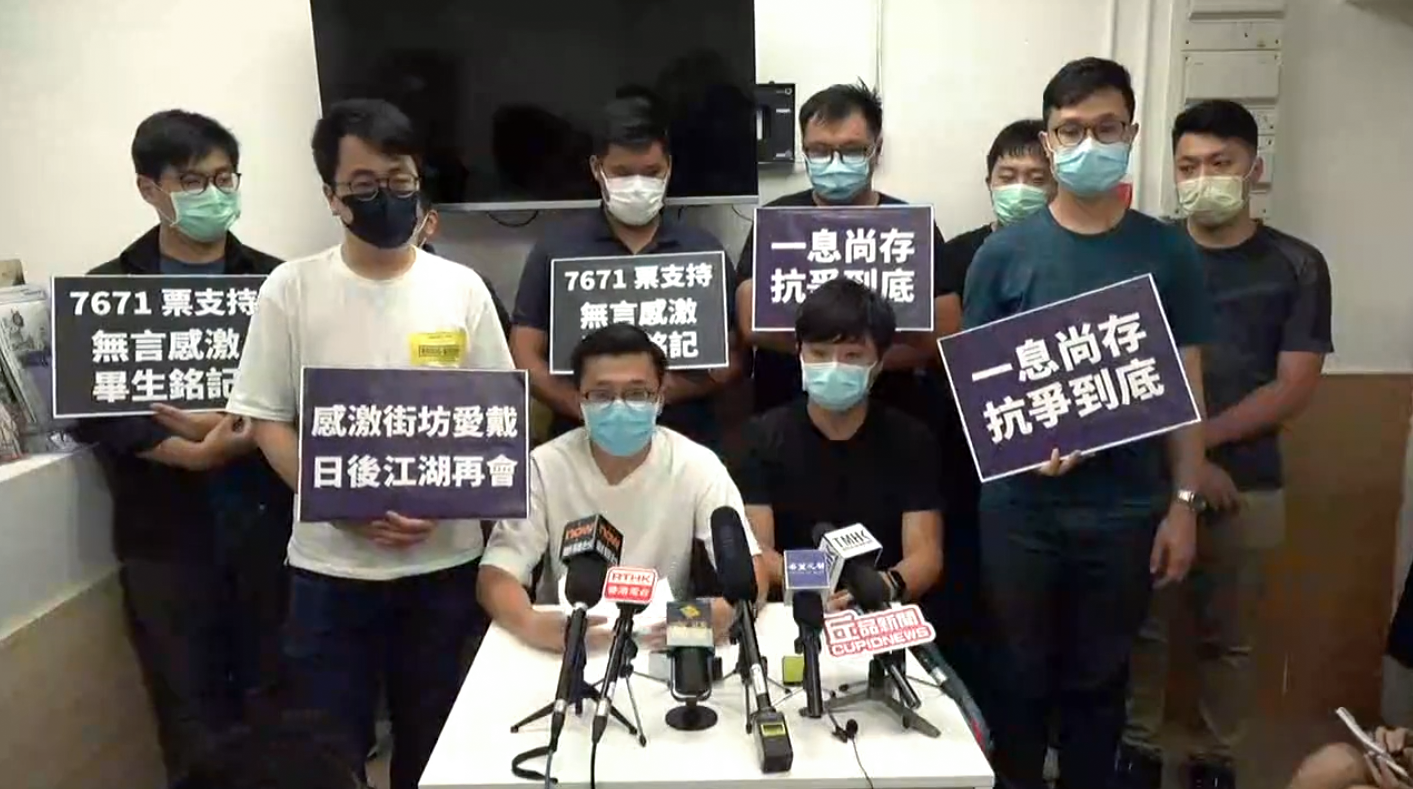
7月16日，馮達浚宣布退選九龍西

屯門社區網絡於新界西推派屯門區議員張可森出選，為當區初選順位第2名，拋離爭取連任的民主黨尹兆堅和公民黨郭家麒，僅次於朱凱廸名單。張可森表示，預料本土派的票數會有所增長，但沒想過得票高達七成，認為過去新界西如屯門、葵芳均為活躍的抗爭地區，加上元朗曾於2019年7月21日發生無差別攻擊事件，可能都是令本土派候選人的支持度上升的原因。天水連線發表聲明，感謝選民在國安法威脅的情況下投票及票投伍健偉名單的新界西選民，並正商討如何跟進資料疑外泄一事。伍健偉為當區初選順位第4名，拋離爭取連任的民主黨尹兆堅和公民黨郭家麒，僅次於朱凱廸名單、屯門社區網絡張可森及黃子悅。伍健偉表示區議會的經驗告訴了香港人的思想進步了很多，而過去一年很多人受傷、被捕、犧牲，如果今時今日還選「妥協派」，才會令他驚訝和失望。他又表示，新界西的非建制選民較多，惟民主派協調做不好，導致親中陣營贏得較多議席，伍強調初選沒有戰利品的心態，只要參選就有可能會被針對，所以也應表揚所有參選人。
香港本土九龍西初選勝選人毛孟靜表示，感謝選民支持。毛孟靜其後與半島連線馮達浚、社會民主連線岑子以及民協何啟明午聚，最終會中達成共識，確定馮達浚將不競逐本屆立法會選舉九龍西議席。半島連線九龍西初選候選人馮達浚票數於電子投票初步結果公布時，比民協何啟明多，但點算實體票後結果逆轉，最終以7,671票排第五，和排第四的何啟明（7,791票）相差120票。馮達浚表示目前會繼續參選，馮續指九龍西的初選機制分為初選及民調，需再視乎協調會議決定排出隊伍及民調結果，初選出線隊伍數目亦是待初選協調會議後決定，承諾將以協調會議結果為準，馮又指假如最後民調顯示自己處於第五名，將會呼籲半島連線支持者轉投排名第一至四名的候選人，而其最終參選意向亦有待協調結果公布後再定奪。7月16日，馮達浚召開記者會宣布退選，並祝福社會民主連線岑子、張崑陽、香港本土毛孟靜以及民協何啟明四位於九龍西經初選產生的候選人，能完成他的未竟之志，代表民主陣營勝選。

#### 抗爭派
人民力量分別於新界東推派陳志全、九龍東推派譚得志出選，均為當區初選順位第4名，順利出線。人民力量表示，在過去四年，身兼立法會議員的黨主席陳志全在議會內一言一行沒有辜負上屆選舉的選舉綱領；人民力量又稱該黨候選人將拒絕簽署確認書，寄語各派盟友「勿為入閘、甘啖屎溺」。
黃之鋒於九龍東初選中得票率為最高的黃之鋒發表初選結果感言，感謝市民授權「抗爭派」，又指投票結果反映選民期望代議士進入議會中「全面抗爭」。黃之鋒認為政府正部署大規模取消資格，期望民主陣營能嚴陣以待，又認為初選向世界表明港人未投降，自己在未來選舉亦會支持更多同路人，並透過是次民意授權推進「國際戰線」。袁嘉蔚則在是次港島區選舉第二名出線，報稱獨立的袁嘉蔚於記者會表示，初選前的不同民主派路線之爭要告一段落。現時的關鍵是港島區四名出線候選人均能於立法會選舉當選，達到初選「35+（即立法會選舉取得過半數席位）」的目的。
黃子悅於新界西選區以第三名出線。她感謝市民在白色恐怖瀰漫之下，仍然投票支持抗爭派。她希望能集結街頭力量，爭取議會最大話語權。她指自己會不負香港人的期望，如果成功進身立法會將繼續抗爭並否決一切「惡法」。《香港01》引述外界預期鄒家成因參選時言論激進，被取消資格機會最大。鄒家成被問到一旦被取消資格，會否派出初選第五名，落選者中得票最高的呂智恆為後備。鄒家成指會先詢問呂智恆意見再作決定。另外，他認為初選結果反映本土路線已成社會主流，形容初選結果為「這個時代改變的第一步」。他同時希望未來會本土路線會獲得更多支持。
張崑陽認為初選受國際社會關注，如果政府繼續取消候選人參選資格會有反效果。他又批評傳統泛民主派缺乏抗爭意志，抗爭派多名候選人於初選中勝出代表港人肯定本土路線。

### 其他陣營回應

#### 热血公民
熱血公民立法會議員鄭松泰指，民主派初選有可能觸犯《港區國安法》，他解釋戴耀廷沒有排除帶有港獨思想或意識的候選人，鄭又聲稱類似港獨主張的候選人，如鄒家成以「民族」等字眼，梁晃維指青年新政前議員梁頌恆、游蕙禎與其立場相近，而劉頴匡更是主張港獨，因此初選行為本質上涉及「民主自決」的過程。
鄭松泰舉例，如前議員羅冠聰退選離港呼籲支持者轉投袁嘉蔚，亦有可能屬於「勾結外國勢力」，他認為即使最終初選沒有違反《國安法》或未被控告，若主辦單位負責人被捕或被交出資料，投票者個人資料則有可能被泄露。鄭松泰亦認為香港眾志解散、羅冠聰退選離港、鄒家成暫停選舉工程數日，代表初選有可能違反《港區國安法》中的顛覆國家政權。
鄭松泰也質疑親政府陣營為了避開香港政府取消相對知名的候選人所帶來的震盪，可能會在初選中故意投票支持一些政治素人，以淘汰一些傳統民主派，排除在選舉名單內。

#### 建制派及組織議員
親建制派一直批評民主派初選，於選後不同親建制派派政黨及成員都發表批評言論。經民聯立法會議員梁美芬指，初選以協調民主派嘗試取得超過35個議席，並按《基本法》第73條之賦予權力否決財政預算案，有可能違反《基本法》，亦指初選對市民有「高度誤導性」，聲稱不少市民誤以為當日是立法會正式選舉，戴耀廷在背後操控選舉，又要求調查初選有否違反《港區國安法》顛覆國家政權。新民黨成員陳志豪認為主辦方無法核實投票者是否合資格當區選民，初選機制存在漏洞。
針對不少票站位於議員辦事處，顏汶羽及劉佩玉等多名民建聯成員，於7月13日，到房委會請願，聲稱有關行為違反租約。

### 政府官員回應

#### 香港特區政府
林鄭月娥評論初選時，警告所謂初選的目的，如果是達致35+選舉結果，目標去阻撓政府的政策，可能屬違反港版國安法中顛覆政權罪行。政制及內地事務局局長曾國衞於7月10日表示，任何人以非法手段嚴重干擾特區政權機關履行職能以及顛覆國家政權，即屬犯罪。他亦表示如發現「初選」牴觸國安法，執法部門會有所行動。
另外，政府於7月13日表示政府有責任確保選舉在公開、公平及誠實的情況下進行，又謂若任何人在選舉過程中「作出弄虛作假，又或違反任何法例」的行為，必定會嚴肅處理，並對違法人士依法進行查處。政府亦表明民主派今次所舉行的初選活動不為香港選舉法律所承認或認可。此外政府亦表示不同部門均接獲不少市民投訴，指初選活動涉嫌干預、操弄選舉，嚴重擾亂選舉秩序並導致選舉不公；另外政府亦收到投訴指有關活動參與人眾，涉嫌違反限聚令規定。政府亦表示市民所提供的個人私隱亦未獲保障，恐會被人濫用而違反《個人資料（私隱）條例》的相關規定。對於到有關初選的投訴，律政司司長鄭若驊表示會深入調查，若有需要則會向律政司徵求法律意見。

#### 中央政府驻港机构
香港中聯辦和國務院港澳辦相繼發出聲明，指控初選公然挑戰《香港基本法》及《港區國安法》。戴耀廷在7月14日回應若和平理性的初選也可定為違法，只會刺激更大的抗爭。他又指兩辦指控「完全不合常理」，自己只是希望中央盡快落實基本法普選承諾，否決財政預算案是基本法中有關行政立法關係的安排，不涉及非法手段，說成是顛覆國家政權的話，是極之荒謬說法。香港中聯辦發言人更指是次初選是由「外部勢力」支持策劃，嚴重挑釁立法會選舉制度。

### 美国
7月14日，美國國務卿蓬佩奧祝賀民主派初選取得成功，並希望9月的立法會選舉會同樣地自由和公平。香港市民的熱情已清楚顯示，縱然面對中共試圖窒息香港自由，仍渴望發聲。他並且對林鄭月娥威脅指初選可能違反港版國安法，表達嚴重關切。
《CNN》則撰文分析民主派初選逾60萬人投票為「出人意表」。投票人數會令認為初選非法的中共憤怒。

### 台湾
7月16日，台灣民主進步黨透過發言人在社交平台上發文，指出民主派初選之目的，是為了在眾多優秀參選人中選出最適合的候選人參加大選而進行的預備性選舉，是穩固選舉制度和穩定民主運作的重要機制。其後續指中共與港府透過港區國安法壓制、阻擾港人的民主權利，完全背離民主自由價值，令「一國兩制」的承諾更顯荒謬。

## 選後事件

### 媒體偷步公開結果
星島新聞集團旗下的《巴士的報》，於7月13日下午4時29分發表一份初步得票情況資料，其中提及傳統泛民大敗，社民連梁國雄、新民主同盟范國威、民主黨黃碧雲瀕臨出局，但數小時後區諾軒就於社交媒體否認，不點名批評《巴士的報》虛構初選結果，而民主動力亦於社交媒體表示最快明天（7月14日）中午才可完成。但民主動力也臨時於晚上8時15分召開記者會，公佈電子投票的結果，而各選區排名及票數也與《巴士的報》報導吻合。香港民意研究所副總監鍾劍華教授認為結果以未知的方式洩漏出結果，憂慮可能是黑客入侵或初選遭監察之故，但相信投票市民的身分未被洩漏。

### 區諾軒和趙家賢退出初選工作
2020年7月15日，有份協調民主派立法會初選的立法會前議員區諾軒宣布，因應中聯辦和港澳辦相繼發出聲明，加上現時局勢未能確保人身安全，即日起退出初選一切工作。一日後，民主動力召集人趙家賢亦發表聲明，指初選最終結果已公佈，以及為自己負責，決定退出參與協調工作。

### 「選舉觀察計劃」報告批評政府打壓
「選舉觀察計劃」就民主派初選發表觀察報告。報告指，根據國際標準，用於評估初選投票是否公正的33個項目中，22個表現被評為「令人滿意」，但報告同時批評，民政事務總署、房屋署積極打壓，阻礙議員辦事處成為投票站。另外有72個票站曾被警員查問或有警員在站外拍照，位處公共屋邨的票站被房屋署職員「路經拍照」亦相當普遍。報告又呼籲，北京停止用涉違國安法打擊初選，製造寒蟬效應，阻礙市民參與合法公共活動。

### 多名初選勝利者被裁定提名無效
2020年7月25日起，黃之鋒、岑敖暉、楊岳橋、郭家麒、鄭達鴻、劉頴匡、何桂藍、梁晃維、袁嘉蔚、張崑陽、岑子、何啟明及譚文豪陸續收到選舉主任發出的電郵，信中根據媒體報導及網上Facebook、Instagram言論，詢問他們的政治立場，並要求他們在24小時內回覆郵件，以讓選舉主任判定提名是否有效。同月30日，除張崑陽、岑子杰、何啟明及譚文豪外的9人收到選舉主任回覆指其提名無效。翌日港府宣佈因應2019年冠狀病毒病疫情嚴峻而將立法會選舉押後一年，至2021年9月5日。但據香港01報道，岑子杰、許智峯、朱凱廸及其團隊名單、陳志全和張崑陽等亦原本在取消參選資格範圍內，後來因選舉主任未下最終決定前政府已宣佈推遲立法會選舉才不了了之。在多名參選人被宣告提名無效後，包括楊雪盈、李予信與徐子見等在初選落敗的候選人在提名限期截止前報名參選。

### 民主派人士被捕
2021年1月6日早上，香港警務處國家安全處對55名初選發起人及參選人發動大搜捕，包括民主黨胡志偉、涂謹申、尹兆堅、林卓廷、公民黨楊岳橋、天水連線伍健偉、人民力量陳志全、社民連岑子、民間集會團隊發言人劉頴匡、南區區議員袁嘉蔚、前記者何桂藍等，指去年立法會選舉35+初選涉嫌顛覆國家政權，違反《國家安全法》。香港大學法律學院前副教授戴耀廷亦因參加民主派35+初選而被捕。據香港蘋果日報，大搜捕引起香港本地及國際社會強烈譴責，香港民意研究所副行政總裁鍾劍華認為拘捕行動反映若行為抵觸政權利益會被一網打盡，以示威嚇。同時美國政府根據美國總統唐納·川普簽署的第13936號行政命令，對全國人大官員及香港警方高層實施進一步制裁。港府則發聲明回應，稱其為美國政府干預中國內部事務最新例證，「行徑荒唐和卑劣無恥」，又指「特區政府會全面支持中央政府採取任何合適的反制措施」。外交部駐香港特別行政區特派員公署發言人周六亦表示極大憤慨和堅決反對，予以強烈譴責。發言人指制訂和實施法律懲治危害國家安全的罪行是國際通例，中國政府嚴格按照中國憲法、香港基本法制訂香港國安法，為「一國兩制」行穩致遠提供堅實保障。
2021年2月28日，警方正式落案起訴參與民主派初選的人士，除了關尚義、劉凱文、李國麟、袁偉傑、鄺俊宇、涂謹申、李芝融及安德里外，其餘47名民主派人士全部正式起訴，包括正在獄中服刑的黃之鋒及在荔枝角還押候審的譚得志及胡志偉。被起訴人士於3月1日在西九龍裁判法院提堂。
2023年2月6日，47名民主派人士被控“串谋颠覆国家政权”罪一案正式开审。案中林卓廷、何桂藍等16人表示不認罪，認罪的被告區諾軒、趙家賢、鍾錦麟和林景楠為控方證人。

## 備註
1. ↑  民主動力指「分散在地區選票中，不作統計」
2. ↑   每人可選擇4位候選人，最高得票率為25%，括號內為支持度
3. ↑   每人可選擇4位候選人，最高得票率為25%，括號內為支持度
4. ↑   每人可選擇3位候選人，最高得票率為33.33%，括號內為支持度
5. ↑   每人可選擇6位候選人，最高得票率為16.67%，括號內為支持度
6. ↑   每人可選擇4位候選人，最高得票率為25%，括號內為支持度
7. ↑   每人可選擇3位候選人，最高得票率為33.33%，括號內為支持度
8. ↑   以2019年區議會選舉作計算
9. ↑  於民主派的佔比
10. ↑  與2019年區議會選舉作比較
11. ↑  僅代表官方公佈人次，因此次初選存在重復投票爭議，實際投票人數可能低於此數字，關於此爭議，請參見「事件」